# Aufstieg zur 2. Fußball-Bundesliga
Der Artikel Aufstieg zur 2. Fußball-Bundesliga listet alle Aufstiegsrunden und Relegationsspiele um den Aufstieg in die 2. Bundesliga seit 1974/75. Der Aufstieg zur 2. Bundesliga wurde im Verlauf der Zeit mehrfach verändert, beispielsweise aufgrund der Einführung neuer Spielklassen (wie 1994/95 mit der Einführung der Regionalligen).

## Aufstiegsrunden zur 2. Bundesliga Nord und 2. Bundesliga Süd (1. Amateurligen und Oberligen 1974/75–1977/78)

### Modus

#### Aufstieg zur 2. Bundesliga Nord
1975 und 1976 spielten die Meister der 1. Amateurliga Niederrhein und Mittelrhein gemeinsam mit dem Zweitplatzierten der bereits 1974 eingeführten Oberliga Nord zwei Aufstiegsplätze untereinander aus. Die anderen beiden Plätze ermittelten die Meister der Oberliga Berlin, der Oberliga Nord sowie der Gewinner der Westfalenmeisterschaft.
Von 1977 bis 1978 spielten die ersten vier der Oberliga Nord sowie die Meister der 1. Amateurliga Niederrhein, Mittelrhein, Westfalen 1, Westfalen 2 und der Oberliga Berlin um den Aufstieg. Vor der eigentlichen Aufstiegsrunde wurden die neun Vereine durch ein Entscheidungsspiel zwischen dem Vierten der Oberliga Nord und dem Vizemeister Westfalens auf acht reduziert. Die vier Aufstiegsplätze wurden schließlich in zwei Vierergruppen, bei denen die beiden jeweils Erstplatzierten aufstiegen, ermittelt.

#### Aufstieg zur 2. Bundesliga Süd
Von 1975 bis 1978 stiegen die Meister der 1. Amateurliga Bayern und Hessen direkt in die 2. Bundesliga auf. Die erstplatzierten der Amateurligen Nordbaden, Südbaden, Schwarzwald-Bodensee und Nordwürttemberg spielten den dritten Aufstiegsplatz untereinander aus. Den letzten Aufsteiger ermittelten die Meister der Amateurligen Saarland, Südwest und Rheinland. Beide Aufstiegsrunden wurden als Gruppen mit Hin- und Rückspielen ausgespielt.

### Aufstieg zur 2. Bundesliga Nord & Süd 1975/76
Gruppe Nord A (Zweiter Oberliga Nord 1974/75, Meister Verbandsliga Niederrhein 1974/75, Meister Verbandsliga Mittelrhein 1974/75)
| Pl. | Verein              | Sp. | S | U | N | Tore    | Diff. | Punkte |
| --- | ------------------- | --- | - | - | - | ------- | ----- | ------ |
| 1.  | Bayer 04 Leverkusen | 4   | 3 | 0 | 1 | 009:800 | +1    | 06:20  |
| 2.  | SG Union Solingen   | 4   | 2 | 0 | 2 | 008:700 | +1    | 04:40  |
| 3.  | SV Arminia Hannover | 4   | 1 | 0 | 3 | 006:800 | −2    | 02:60  |

|                     |   |                     | Hinspiel | Rückspiel |
| ------------------- | - | ------------------- | -------- | --------- |
| SG Union Solingen   | – | SV Arminia Hannover | 2:0      | 1:3       |
| SV Arminia Hannover | – | Bayer 04 Leverkusen | 1:2      | 2:3       |
| Bayer 04 Leverkusen | – | SG Union Solingen   | 3:2      | 1:3       |

Gruppe Nord B (Meister Oberliga Berlin 1974/75, Meister Oberliga Nord 1974/75, Meister Verbandsliga Westfalen 1974/75)
| Pl. | Verein          | Sp. | S | U | N | Tore    | Diff. | Punkte |
| --- | --------------- | --- | - | - | - | ------- | ----- | ------ |
| 1.  | Westfalia Herne | 4   | 3 | 1 | 0 | 013:300 | +10   | 07:10  |
| 2.  | Spandauer SV    | 4   | 2 | 0 | 2 | 005:110 | −6    | 04:40  |
| 3.  | VfB Oldenburg   | 4   | 0 | 1 | 3 | 004:800 | −4    | 01:70  |

|                 |   |                 | Hinspiel | Rückspiel |
| --------------- | - | --------------- | -------- | --------- |
| Westfalia Herne | – | VfB Oldenburg   | 3:1      | 1:1       |
| Spandauer SV    | – | Westfalia Herne | 1:3      | 0:6       |
| VfB Oldenburg   | – | Spandauer SV    | 1:2      | 1:2       |

Gruppe Südwest (Meister Amateurliga Rheinland 1974/75, Meister Amateurliga Saarland 1974/75, Meister 1. Amateurliga Südwest 1974/75)
| Pl. | Verein                  | Sp. | S | U | N | Tore    | Diff. | Punkte |
| --- | ----------------------- | --- | - | - | - | ------- | ----- | ------ |
| 1.  | Eintracht Bad Kreuznach | 4   | 4 | 0 | 0 | 018:400 | +14   | 08:0   |
| 2.  | Eintracht Trier         | 4   | 1 | 1 | 2 | 008:100 | −2    | 03:50  |
| 3.  | ASC Dudweiler           | 4   | 0 | 1 | 3 | 003:150 | −12   | 01:70  |

|                         |   |                         | Hinspiel | Rückspiel |
| ----------------------- | - | ----------------------- | -------- | --------- |
| Eintracht Trier         | – | ASC Dudweiler           | 1:1      | 4:1       |
| ASC Dudweiler           | – | Eintracht Bad Kreuznach | 1:6      | 0:4       |
| Eintracht Bad Kreuznach | – | Eintracht Trier         | 4:0      | 4:3       |

Gruppe Baden-Württemberg (Meister 1. Amateurliga Nordbaden 1974/75, Meister 1. Amateurliga Nordwürttemberg 1974/75, Meister 1. Amateurliga Schwarzwald-Bodensee 1974/75, Meister 1. Amateurliga Südbaden 1974/75)
| Pl. | Verein            | Sp. | S | U | N | Tore    | Diff. | Punkte |
| --- | ----------------- | --- | - | - | - | ------- | ----- | ------ |
| 1.  | SSV Reutlingen 05 | 6   | 5 | 0 | 1 | 017:700 | +10   | 10:20  |
| 2.  | Offenburger FV    | 6   | 3 | 0 | 3 | 016:150 | +1    | 06:60  |
| 3.  | VfR Aalen         | 6   | 3 | 0 | 3 | 012:110 | +1    | 06:60  |
| 4.  | VfB Eppingen      | 6   | 1 | 0 | 5 | 007:190 | −12   | 02:10  |

|                   |   |                   | Hinspiel | Rückspiel |
| ----------------- | - | ----------------- | -------- | --------- |
| Offenburger FV    | – | VfR Aalen         | 2:0      | 4:3       |
| SSV Reutlingen 05 | – | VfB Eppingen      | 4:0      | 3:0       |
| VfR Aalen         | – | SSV Reutlingen 05 | 4:0      | 0:3       |
| VfB Eppingen      | – | Offenburger FV    | 3:2      | 2:5       |
| VfR Aalen         | – | VfB Eppingen      | 1:0      | 4:2       |
| Offenburger FV    | – | SSV Reutlingen 05 | 1:2      | 2:5       |

Direktaufsteiger
| Mannschaften        | Ligen                         |
| ------------------- | ----------------------------- |
| FSV Frankfurt       | 1. Amateurliga Hessen 1974/75 |
| SSV Jahn Regensburg | 1. Amateurliga Bayern 1974/75 |

### Aufstieg zur 2. Bundesliga Nord & Süd 1976/77
Gruppe Nord A
| Pl. | Verein        | Sp. | S | U | N | Tore    | Diff. | Punkte |
| --- | ------------- | --- | - | - | - | ------- | ----- | ------ |
| 1.  | VfL Wolfsburg | 4   | 2 | 0 | 2 | 007:600 | +1    | 04:40  |
| 2.  | Bonner SC     | 4   | 1 | 2 | 1 | 005:500 | ±0    | 04:40  |
| 3.  | 1. FC Bocholt | 4   | 1 | 2 | 1 | 005:600 | −1    | 04:40  |

|               |   |               | Hinspiel | Rückspiel |
| ------------- | - | ------------- | -------- | --------- |
| 1. FC Bocholt | – | Bonner SC     | 1:1      | 1:1       |
| VfL Wolfsburg | – | 1. FC Bocholt | 3:1      | 1:2       |
| Bonner SC     | – | VfL Wolfsburg | 3:1      | 0:2       |

Gruppe Nord B
| Pl. | Verein              | Sp. | S | U | N | Tore    | Diff. | Punkte |
| --- | ------------------- | --- | - | - | - | ------- | ----- | ------ |
| 1.  | SV Arminia Hannover | 4   | 2 | 1 | 1 | 010:400 | +6    | 05:30  |
| 2.  | SC Herford          | 4   | 2 | 1 | 1 | 008:300 | +5    | 05:30  |
| 3.  | SC Union 06 Berlin  | 4   | 1 | 0 | 3 | 002:130 | −11   | 02:60  |

|                     |   |                     | Hinspiel | Rückspiel |
| ------------------- | - | ------------------- | -------- | --------- |
| SV Arminia Hannover | – | SC Herford          | 1:0      | 2:2       |
| SC Union 06 Berlin  | – | SV Arminia Hannover | 2:1      | 0:6       |
| SC Herford          | – | SC Union 06 Berlin  | 1:0      | 5:0       |

Gruppe Südwest
| Pl. | Verein               | Sp. | S | U | N | Tore    | Diff. | Punkte |
| --- | -------------------- | --- | - | - | - | ------- | ----- | ------ |
| 1.  | Eintracht Trier      | 4   | 2 | 2 | 0 | 013:900 | +4    | 06:20  |
| 2.  | Wormatia Worms       | 4   | 0 | 3 | 1 | 008:900 | −1    | 03:50  |
| 3.  | Borussia Neunkirchen | 4   | 0 | 3 | 1 | 007:100 | −3    | 03:50  |

|                      |   |                      | Hinspiel | Rückspiel |
| -------------------- | - | -------------------- | -------- | --------- |
| Wormatia Worms       | – | Eintracht Trier      | 1:1      | 4:5       |
| Eintracht Trier      | – | Borussia Neunkirchen | 3:0      | 4:4       |
| Borussia Neunkirchen | – | Wormatia Worms       | 1:1      | 2:2       |

Gruppe Baden-Württemberg
| Pl. | Verein                 | Sp. | S | U | N | Tore    | Diff. | Punkte |
| --- | ---------------------- | --- | - | - | - | ------- | ----- | ------ |
| 1.  | SpVgg 07 Ludwigsburg 1 | 6   | 3 | 2 | 1 | 011:700 | +4    | 08:40  |
| 1.  | BSV 07 Schwenningen 1  | 6   | 2 | 4 | 0 | 009:700 | +2    | 08:40  |
| 3.  | VfR Mannheim           | 6   | 2 | 2 | 2 | 011:800 | +3    | 06:60  |
| 4.  | FC 08 Villingen        | 6   | 0 | 2 | 4 | 003:120 | −9    | 02:10  |

|                      |   |                      | Hinspiel | Rückspiel |
| -------------------- | - | -------------------- | -------- | --------- |
| SpVgg 07 Ludwigsburg | – | BSV 07 Schwenningen  | 0:0      | 2:2       |
| FC 08 Villingen      | – | VfR Mannheim         | 0:0      | 0:4       |
| VfR Mannheim         | – | SpVgg 07 Ludwigsburg | 3:1      | 1:3       |
| BSV 07 Schwenningen  | – | FC 08 Villingen      | 1:0      | 2:2       |
| FC 08 Villingen      | – | SpVgg 07 Ludwigsburg | 0:2      | 1:3       |
| VfR Mannheim         | – | BSV 07 Schwenningen  | 1:1      | 2:3       |

Entscheidungsspiel in Reutlingen um den Gruppensieg und den Aufstieg
|                     | Ergebnis |                      |
| ------------------- | -------- | -------------------- |
| BSV 07 Schwenningen | 4:0      | SpVgg 07 Ludwigsburg |

Direktaufsteiger
| Mannschaften   | Ligen                         |
| -------------- | ----------------------------- |
| KSV Baunatal   | 1. Amateurliga Hessen 1975/76 |
| FV Würzburg 04 | 1. Amateurliga Bayern 1975/76 |

### Aufstieg zur 2. Bundesliga Nord & Süd 1977/78
Qualifikationsspiele zur Gruppenphase
|                      | Gesamt |                      | Hinspiel | Rückspiel |
| -------------------- | ------ | -------------------- | -------- | --------- |
| SpVgg Preußen Hameln | 2:4    | SV Arminia Gütersloh | 1:0      | 1:4       |

Gruppe Nord A
| Pl. | Verein               | Sp. | S | U | N | Tore    | Diff. | Punkte |
| --- | -------------------- | --- | - | - | - | ------- | ----- | ------ |
| 1.  | Rot-Weiß Lüdenscheid | 6   | 5 | 0 | 1 | 010:400 | +6    | 10:20  |
| 2.  | Siegburger SV 04 1   | 6   | 3 | 0 | 3 | 005:700 | −2    | 06:60  |
| 3.  | Holstein Kiel        | 6   | 2 | 0 | 4 | 009:110 | −2    | 04:80  |
| 4.  | SV Union Salzgitter  | 6   | 2 | 0 | 4 | 009:110 | −2    | 04:80  |

|                      |   |                      | Hinspiel | Rückspiel |
| -------------------- | - | -------------------- | -------- | --------- |
| Rot-Weiß Lüdenscheid | – | Holstein Kiel        | 1:0      | 1:3       |
| SV Union Salzgitter  | – | Siegburger SV 04     | 1:0      | 1:2       |
| Holstein Kiel        | – | SV Union Salzgitter  | 2:1      | 3:5       |
| Siegburger SV 04     | – | Rot-Weiß Lüdenscheid | 0:1      | 0:3       |
| Rot-Weiß Lüdenscheid | – | SV Union Salzgitter  | 2:0      | 2:1       |
| Siegburger SV 04     | – | Holstein Kiel        | 1:0      | 2:1       |

Gruppe Nord B
| Pl. | Verein          | Sp. | S | U | N | Tore    | Diff. | Punkte |
| --- | --------------- | --- | - | - | - | ------- | ----- | ------ |
| 1.  | Bremerhaven 93  | 6   | 4 | 0 | 2 | 014:500 | +9    | 08:40  |
| 2.  | 1. FC Bocholt 1 | 6   | 4 | 0 | 2 | 009:900 | ±0    | 08:40  |
| 3.  | Spandauer SV    | 6   | 2 | 1 | 3 | 005:600 | −1    | 05:70  |
| 4.  | SVA Gütersloh   | 6   | 1 | 1 | 4 | 007:150 | −8    | 03:90  |

|                      |   |                      | Hinspiel | Rückspiel |
| -------------------- | - | -------------------- | -------- | --------- |
| Bremerhaven 93       | – | SV Arminia Gütersloh | 5:1      | 2:0       |
| 1. FC Bocholt        | – | Spandauer SV         | 1:0      | 1:0       |
| SV Arminia Gütersloh | – | 1. FC Bocholt        | 2:1      | 2:3       |
| Spandauer SV         | – | Bremerhaven 93       | 1:0      | 0:2       |
| Bremerhaven 93       | – | 1. FC Bocholt        | 4:0      | 1:3       |
| Spandauer SV         | – | SV Arminia Gütersloh | 1:1      | 3:1       |

Entscheidungsspiele um den 3. Aufsteiger (Nord)
|               | Gesamt |                  | Hinspiel | Rückspiel |
| ------------- | ------ | ---------------- | -------- | --------- |
| 1. FC Bocholt | 2:0    | Siegburger SV 04 | 1:0      | 1:0       |

Gruppe Südwest
| Pl. | Verein               | Sp. | S | U | N | Tore    | Diff. | Punkte |
| --- | -------------------- | --- | - | - | - | ------- | ----- | ------ |
| 1.  | Wormatia Worms       | 4   | 1 | 3 | 0 | 006:300 | +3    | 05:30  |
| 2.  | Borussia Neunkirchen | 4   | 2 | 1 | 1 | 008:600 | +2    | 05:30  |
| 3.  | TuS Neuendorf        | 4   | 0 | 2 | 2 | 004:900 | −5    | 02:60  |

|                      |   |                      | Hinspiel | Rückspiel |
| -------------------- | - | -------------------- | -------- | --------- |
| Borussia Neunkirchen | – | Wormatia Worms       | 1:1      | 0:3       |
| Wormatia Worms       | – | TuS Neuendorf        | 1:1      | 1:1       |
| TuS Neuendorf        | – | Borussia Neunkirchen | 1:4      | 1:3       |

Gruppe Baden-Württemberg
| Pl. | Verein            | Sp. | S | U | N | Tore    | Diff. | Punkte |
| --- | ----------------- | --- | - | - | - | ------- | ----- | ------ |
| 1.  | Freiburger FC     | 6   | 6 | 0 | 0 | 022:500 | +17   | 12:0   |
| 2.  | SSV Reutlingen 05 | 6   | 3 | 0 | 3 | 008:110 | −3    | 06:60  |
| 3.  | SSV Ulm 1846      | 6   | 1 | 1 | 4 | 007:140 | −7    | 03:90  |
| 4.  | SV Neckargerach   | 6   | 1 | 1 | 4 | 007:140 | −7    | 03:90  |

|                   |   |                   | Hinspiel | Rückspiel |
| ----------------- | - | ----------------- | -------- | --------- |
| SSV Reutlingen 05 | – | Freiburger FC     | 0:2      | 1:5       |
| SV Neckargerach   | – | SSV Ulm 1846      | 1:1      | 1:3       |
| Freiburger FC     | – | SV Neckargerach   | 6:3      | 2:0       |
| SSV Ulm 1846      | – | SSV Reutlingen 05 | 1:2      | 1:3       |
| SSV Reutlingen 05 | – | SV Neckargerach   | 0:1      | 2:1       |
| SSV Ulm 1846      | – | Freiburger FC     | 1:2      | 0:5       |

Direktaufsteiger
| Mannschaften       | Ligen                         |
| ------------------ | ----------------------------- |
| VfR OLI Bürstadt   | 1. Amateurliga Hessen 1976/77 |
| Würzburger Kickers | 1. Amateurliga Bayern 1976/77 |

### Aufstieg zur 2. Bundesliga Nord & Süd 1978/79
Qualifikationsspiele zur Gruppenphase
|               | Gesamt          |                 | Hinspiel | Rückspiel | 3. Spiel  |
| ------------- | --------------- | --------------- | -------- | --------- | --------- |
| Holstein Kiel | 5:5 (4:2 i. E.) | 1. FC Paderborn | 2:2      | 2:2       | 1:1 n. V. |

Gruppe Nord A
| Pl. | Verein             | Sp. | S | U | N | Tore    | Diff. | Punkte |
| --- | ------------------ | --- | - | - | - | ------- | ----- | ------ |
| 1.  | SC Viktoria Köln   | 6   | 4 | 1 | 1 | 020:120 | +8    | 09:30  |
| 2.  | DSC Wanne-Eickel   | 6   | 2 | 2 | 2 | 013:130 | ±0    | 06:60  |
| 3.  | VfL Wolfsburg      | 6   | 2 | 1 | 3 | 010:150 | −5    | 05:70  |
| 4.  | 1. SC Göttingen 05 | 6   | 1 | 2 | 3 | 011:140 | −3    | 04:80  |

|                    |   |                    | Hinspiel | Rückspiel |
| ------------------ | - | ------------------ | -------- | --------- |
| SC Viktoria Köln   | – | VfL Wolfsburg      | 4:0      | 4:1       |
| 1. SC Göttingen 05 | – | DSC Wanne-Eickel   | 2:2      | 0:2       |
| VfL Wolfsburg      | – | 1. SC Göttingen 05 | 2:1      | 2:2       |
| DSC Wanne-Eickel   | – | SC Viktoria Köln   | 2:2      | 3:4       |
| SC Viktoria Köln   | – | 1. SC Göttingen 05 | 5:1      | 1:5       |
| DSC Wanne-Eickel   | – | VfL Wolfsburg      | 4:1      | 0:4       |

Gruppe Nord B
| Pl. | Verein           | Sp. | S | U | N | Tore    | Diff. | Punkte |
| --- | ---------------- | --- | - | - | - | ------- | ----- | ------ |
| 1.  | Wacker 04 Berlin | 6   | 2 | 3 | 1 | 009:700 | +2    | 07:50  |
| 2.  | Holstein Kiel    | 6   | 3 | 1 | 2 | 011:100 | +1    | 07:50  |
| 3.  | OSV Hannover     | 6   | 2 | 2 | 2 | 010:800 | +2    | 06:60  |
| 4.  | Olympia Bocholt  | 6   | 1 | 2 | 3 | 007:120 | −5    | 04:80  |

|                  |   |                  | Hinspiel | Rückspiel |
| ---------------- | - | ---------------- | -------- | --------- |
| Wacker 04 Berlin | – | Holstein Kiel    | 3:3      | 0:1       |
| OSV Hannover     | – | Olympia Bocholt  | 1:1      | 4:1       |
| Holstein Kiel    | – | OSV Hannover     | 3:2      | 1:2       |
| Olympia Bocholt  | – | Wacker 04 Berlin | 2:2      | 0:2       |
| Wacker 04 Berlin | – | OSV Hannover     | 1:1      | 1:0       |
| Olympia Bocholt  | – | Holstein Kiel    | 3:2      | 0:1       |

Gruppe Südwest
| Pl. | Verein               | Sp. | S | U | N | Tore    | Diff. | Punkte |
| --- | -------------------- | --- | - | - | - | ------- | ----- | ------ |
| 1.  | Borussia Neunkirchen | 4   | 3 | 1 | 0 | 006:000 | +6    | 07:10  |
| 2.  | TuS Neuendorf        | 4   | 2 | 1 | 1 | 007:500 | +2    | 05:30  |
| 3.  | 1. FSV Mainz 05      | 4   | 0 | 0 | 4 | 003:110 | −8    | 0:80   |

|                      |   |                      | Hinspiel | Rückspiel |
| -------------------- | - | -------------------- | -------- | --------- |
| TuS Neuendorf        | – | Borussia Neunkirchen | 0:0      | 0:2       |
| Borussia Neunkirchen | – | 1. FSV Mainz 05      | 3:0      | 1:0       |
| 1. FSV Mainz 05      | – | TuS Neuendorf        | 1:2      | 2:5       |

Gruppe Baden-Württemberg
| Pl. | Verein            | Sp. | S | U | N | Tore    | Diff. | Punkte |
| --- | ----------------- | --- | - | - | - | ------- | ----- | ------ |
| 1.  | SC Freiburg       | 6   | 4 | 2 | 0 | 014:600 | +8    | 10:20  |
| 2.  | SSV Ulm 1846      | 6   | 3 | 1 | 2 | 010:110 | −1    | 07:50  |
| 3.  | SSV Reutlingen 05 | 6   | 3 | 0 | 3 | 013:100 | +3    | 06:60  |
| 4.  | FV 09 Weinheim    | 6   | 0 | 1 | 5 | 006:160 | −10   | 01:11  |

|                   |   |                   | Hinspiel | Rückspiel |
| ----------------- | - | ----------------- | -------- | --------- |
| SSV Reutlingen 05 | – | FV 09 Weinheim    | 3:0      | 5:2       |
| SSV Ulm 1846      | – | SC Freiburg       | 1:3      | 2:2       |
| FV 09 Weinheim    | – | SSV Ulm 1846      | 0:1      | 2:4       |
| SC Freiburg       | – | SSV Reutlingen 05 | 2:0      | 3:1       |
| SSV Reutlingen 05 | – | SSV Ulm 1846      | 1:3      | 3:0       |
| SC Freiburg       | – | FV 09 Weinheim    | 4:2      | 0:0       |

Direktaufsteiger
| Mannschaften   | Ligen                                        |
| -------------- | -------------------------------------------- |
| FC Hanau 93    | 1. Amateurliga Hessen 1977/78                |
| MTV Ingolstadt | 1. Amateurliga Bayern 1977/78 (Vize-Meister) |

## Aufstiegsrunden zur 2. Bundesliga Nord und 2. Bundesliga Süd (Oberligen 1978/79–1980/81)

### Modus
Von 1979 bis 1981 waren nach der flächendeckenden Einführung der Oberliga keine Aufstiegsspiele notwendig. Lediglich der Meister der Oberliga Berlin hatte keinen festen Aufstiegsplatz und musste in einem Entscheidungsspiel um den letzten Aufstiegsplatz gegen den Zweiten der Oberliga Nord antreten.

### Aufstieg zur 2. Bundesliga Nord & Süd 1979/80
Direktaufsteiger
| Mannschaften           | Ligen                              |
| ---------------------- | ---------------------------------- |
| OSV Hannover           | Oberliga Nord 1978/79              |
| SC Herford             | Oberliga Westfalen 1978/79         |
| Rot-Weiß Oberhausen    | Oberliga Nordrhein 1978/79         |
| VfR OLI Bürstadt       | Oberliga Hessen 1978/79            |
| SV Röchling Völklingen | Oberliga Südwest 1978/79           |
| SSV Ulm 1846           | Oberliga Baden-Württemberg 1978/79 |
| ESV Ingolstadt-Ringsee | Amateur-Oberliga Bayern 1978/79    |

Aufstiegsspiele
| Meister Berlin    | Gesamt    | Zweitberechtigter Oberliga Nord | Hinspiel | Rückspiel |
| ----------------- | --------- | ------------------------------- | -------- | --------- |
| Hertha Zehlendorf | (a)5:5(a) | OSC Bremerhaven                 | 5:4      | 0:1       |

### Aufstieg zur 2. Bundesliga Nord & Süd 1980/81
Direktaufsteiger
| Mannschaften         | Ligen                                             |
| -------------------- | ------------------------------------------------- |
| VfB Oldenburg        | Oberliga Nord 1979/80                             |
| SpVgg Erkenschwick   | Oberliga Westfalen 1979/80                        |
| 1. FC Bocholt        | Oberliga Nordrhein 1979/80                        |
| KSV Hessen Kassel    | Oberliga Hessen 1979/80                           |
| Borussia Neunkirchen | Oberliga Südwest 1979/80                          |
| VfB Eppingen         | Oberliga Baden-Württemberg 1979/80 (Vize-Meister) |
| FC Augsburg          | Amateur-Oberliga Bayern 1979/80                   |

Aufstiegsspiele
| Zweitberechtigter Oberliga Nord | Gesamt | Meister Berlin | Hinspiel | Rückspiel |
| ------------------------------- | ------ | -------------- | -------- | --------- |
| 1. SC Göttingen 05              | 2:1    | BFC Preussen   | 1:0      | 1:1       |

## Aufstieg zur 2. Bundesliga 1981/82 (Oberligen 1980/81)

### Modus
Aufgrund der Zusammenlegung der Staffeln Nord und Süd zur eingleisigen 2. Bundesliga gab es in diesem Jahr keine Aufsteiger aus den Oberligen. Die Meister der Oberligen spielten stattdessen um die Deutsche Amateurmeisterschaft. Diese konnten die Amateure des 1. FC Köln für sich entscheiden.

## Aufstiegsrunden zur 2. Bundesliga (Oberligen 1981/82–1990/91)

### Modus
Nachdem es 1981 durch die Einführung der eingleisigen 2. Bundesliga überhaupt keine Aufsteiger aus der Oberliga in die 2. Bundesliga gab, waren ab 1982 wieder Aufstiegsspiele notwendig, welche zwischen 1982 und 1990 in einer Nordgruppe sowie einer Südgruppe ausgetragen wurden. Die beiden Erstplatzierten jeder Gruppe stiegen schließlich auf. Im Norden traten bis 1983 die Meister der Oberliga Berlin, Westfalen, Nordrhein und Nord gegeneinander an. Ab 1984 qualifizierte sich zusätzlich der Vizemeister der Oberliga Nord. Im Süden qualifizierten sich die Meister der Oberliga Bayern, Baden-Württemberg, Hessen und Südwest für die Aufstiegsrunde. Die Aufstiegsrunden wurden 1982 in einer einfachen, und ab 1983 mit Hin- und Rückspielen ausgetragen.

### Aufstieg zur 2. Bundesliga 1982/83
Gruppe Nord
| Pl. | Verein                 | Sp. | S | U | N | Tore    | Diff. | Punkte |
| --- | ---------------------- | --- | - | - | - | ------- | ----- | ------ |
| 1.  | BV 08 Lüttringhausen   | 3   | 3 | 0 | 0 | 013:200 | +11   | 06:0   |
| 2.  | TuS Schloß Neuhaus     | 3   | 1 | 1 | 1 | 005:600 | −1    | 03:30  |
| 3.  | SV Arminia Hannover    | 3   | 1 | 0 | 2 | 004:800 | −4    | 02:40  |
| 4.  | Tennis Borussia Berlin | 3   | 0 | 1 | 2 | 001:700 | −6    | 01:50  |

|                        | Ergebnis |                        |
| ---------------------- | -------- | ---------------------- |
| SV Arminia Hannover    | 1:0      | Tennis Borussia Berlin |
| BV 08 Lüttringhausen   | 3:1      | TuS Schloß Neuhaus     |
| TuS Schloß Neuhaus     | 3:2      | SV Arminia Hannover    |
| Tennis Borussia Berlin | 0:5      | BV 08 Lüttringhausen   |
| in Münster :           |          |                        |
| BV 08 Lüttringhausen   | 5:1      | SV Arminia Hannover    |
| in Wolfsburg :         |          |                        |
| Tennis Borussia Berlin | 1:1      | TuS Schloß Neuhaus     |

Gruppe Süd
| Pl. | Verein        | Sp. | S | U | N | Tore    | Diff. | Punkte |
| --- | ------------- | --- | - | - | - | ------- | ----- | ------ |
| 1.  | FSV Frankfurt | 3   | 2 | 0 | 1 | 004:400 | ±0    | 04:20  |
| 2.  | FC Augsburg   | 3   | 1 | 1 | 1 | 004:300 | +1    | 03:30  |
| 3.  | SSV Ulm 1846  | 3   | 1 | 1 | 1 | 003:300 | ±0    | 03:30  |
| 4.  | FC 08 Homburg | 3   | 0 | 2 | 1 | 003:400 | −1    | 02:40  |

|                | Ergebnis |               |
| -------------- | -------- | ------------- |
| FC Augsburg    | 1:1      | FC 08 Homburg |
| FSV Frankfurt  | 2:0      | SSV Ulm 1846  |
| SSV Ulm 1846   | 2:0      | FC Augsburg   |
| FC 08 Homburg  | 1:2      | FSV Frankfurt |
| in Heilbronn : |          |               |
| FC Augsburg    | 3:0      | FSV Frankfurt |
| in Karlsruhe : |          |               |
| FC 08 Homburg  | 1:1      | SSV Ulm 1846  |

### Aufstieg zur 2. Bundesliga 1983/84
Gruppe Nord
| Pl. | Verein              | Sp. | S | U | N | Tore    | Diff. | Punkte |
| --- | ------------------- | --- | - | - | - | ------- | ----- | ------ |
| 1.  | Rot-Weiß Oberhausen | 6   | 3 | 2 | 1 | 008:600 | +2    | 08:40  |
| 2.  | SC Charlottenburg   | 6   | 2 | 2 | 2 | 010:700 | +3    | 06:60  |
| 3.  | SC Eintracht Hamm   | 6   | 2 | 1 | 3 | 008:100 | −2    | 05:70  |
| 4.  | FC St. Pauli        | 6   | 2 | 1 | 3 | 008:110 | −3    | 05:70  |

|                     |   |                     | Hinspiel | Rückspiel |
| ------------------- | - | ------------------- | -------- | --------- |
| FC St. Pauli        | – | SC Eintracht Hamm   | 1:0      | 2:3       |
| SC Charlottenburg   | – | Rot-Weiß Oberhausen | 1:2      | 0:0       |
| SC Eintracht Hamm   | – | SC Charlottenburg   | 2:2      | 0:2       |
| Rot-Weiß Oberhausen | – | FC St. Pauli        | 2:1      | 1:1       |
| FC St. Pauli        | – | SC Charlottenburg   | 2:0      | 1:5       |
| SC Eintracht Hamm   | – | Rot-Weiß Oberhausen | 2:0      | 1:3       |

Gruppe Süd
| Pl. | Verein             | Sp. | S | U | N | Tore    | Diff. | Punkte |
| --- | ------------------ | --- | - | - | - | ------- | ----- | ------ |
| 1.  | SSV Ulm 1846       | 6   | 2 | 4 | 0 | 004:200 | +2    | 08:40  |
| 2.  | 1. FC Saarbrücken  | 6   | 2 | 3 | 1 | 010:100 | ±0    | 07:50  |
| 3.  | VfR Bürstadt       | 6   | 2 | 1 | 3 | 010:110 | −1    | 05:70  |
| 4.  | SpVgg Unterhaching | 6   | 1 | 2 | 3 | 009:100 | −1    | 04:80  |

|                    |   |                    | Hinspiel | Rückspiel |
| ------------------ | - | ------------------ | -------- | --------- |
| 1. FC Saarbrücken  | – | VfR Bürstadt       | 3:2      | 1:3       |
| SpVgg Unterhaching | – | SSV Ulm 1846       | 0:0      | 0:1       |
| SSV Ulm 1846       | – | 1. FC Saarbrücken  | 1:1      | 0:0       |
| VfR Bürstadt       | – | SpVgg Unterhaching | 2:1      | 2:4       |
| 1. FC Saarbrücken  | – | SpVgg Unterhaching | 3:2      | 2:2       |
| VfR Bürstadt       | – | SSV Ulm 1846       | 0:0      | 1:2       |

### Aufstieg zur 2. Bundesliga 1984/85
Gruppe Nord
| Pl. | Verein              | Sp. | S | U | N | Tore    | Diff. | Punkte |
| --- | ------------------- | --- | - | - | - | ------- | ----- | ------ |
| 1.  | Blau-Weiß 90 Berlin | 8   | 4 | 3 | 1 | 013:800 | +5    | 11:50  |
| 2.  | FC St. Pauli        | 8   | 4 | 3 | 1 | 012:700 | +5    | 11:50  |
| 3.  | 1. FC Bocholt       | 8   | 2 | 4 | 2 | 011:110 | ±0    | 08:80  |
| 4.  | FC Gütersloh        | 8   | 2 | 2 | 4 | 014:170 | −3    | 06:10  |
| 5.  | SV Lurup            | 8   | 1 | 2 | 5 | 013:200 | −7    | 04:12  |

|                     |   |                     | Hinspiel | Rückspiel |
| ------------------- | - | ------------------- | -------- | --------- |
| SV Lurup            | – | Blau-Weiß 90 Berlin | 1:2      | 1:4       |
| FC St. Pauli        | – | FC Gütersloh        | 3:1      | 0:1       |
| FC Gütersloh        | – | SV Lurup            | 3:0      | 2:5       |
| 1. FC Bocholt       | – | FC St. Pauli        | 0:0      | 0:1       |
| SV Lurup            | – | 1. FC Bocholt       | 1:2      | 0:0       |
| Blau-Weiß 90 Berlin | – | FC Gütersloh        | 2:2      | 1:0       |
| FC St. Pauli        | – | SV Lurup            | 3:1      | 3:3       |
| 1. FC Bocholt       | – | Blau-Weiß 90 Berlin | 1:1      | 1:2       |
| Blau-Weiß 90 Berlin | – | FC St. Pauli        | 0:0      | 1:2       |
| FC Gütersloh        | – | 1. FC Bocholt       | 2:2      | 3:4       |

Gruppe Süd
| Pl. | Verein           | Sp. | S | U | N | Tore    | Diff. | Punkte |
| --- | ---------------- | --- | - | - | - | ------- | ----- | ------ |
| 1.  | FC 08 Homburg    | 6   | 5 | 1 | 0 | 015:600 | +9    | 11:10  |
| 2.  | VfR Bürstadt     | 6   | 3 | 1 | 2 | 011:800 | +3    | 07:50  |
| 3.  | Freiburger FC    | 6   | 1 | 1 | 4 | 011:150 | −4    | 03:90  |
| 4.  | TSV 1860 München | 6   | 1 | 1 | 4 | 007:150 | −8    | 03:90  |

|                  |   |                  | Hinspiel | Rückspiel |
| ---------------- | - | ---------------- | -------- | --------- |
| TSV 1860 München | – | VfR Bürstadt     | 0:0      | 0:4       |
| Freiburger FC    | – | FC 08 Homburg    | 1:1      | 1:4       |
| FC 08 Homburg    | – | TSV 1860 München | 3:2      | 2:0       |
| VfR Bürstadt     | – | Freiburger FC    | 3:2      | 2:1       |
| TSV 1860 München | – | Freiburger FC    | 4:2      | 1:4       |
| VfR Bürstadt     | – | FC 08 Homburg    | 0:2      | 2:3       |

### Aufstieg zur 2. Bundesliga 1985/86
Gruppe Nord
| Pl. | Verein                 | Sp. | S | U | N | Tore    | Diff. | Punkte |
| --- | ---------------------- | --- | - | - | - | ------- | ----- | ------ |
| 1.  | VfL Osnabrück          | 8   | 7 | 0 | 1 | 018:500 | +13   | 14:20  |
| 2.  | Tennis Borussia Berlin | 8   | 4 | 1 | 3 | 012:120 | ±0    | 09:70  |
| 3.  | Rot-Weiss Essen        | 8   | 3 | 1 | 4 | 018:150 | +3    | 07:90  |
| 4.  | SC Eintracht Hamm      | 8   | 2 | 2 | 4 | 010:180 | −8    | 06:10  |
| 5.  | Hummelsbütteler SV     | 8   | 2 | 0 | 6 | 010:180 | −8    | 04:12  |

|                        |   |                        | Hinspiel | Rückspiel |
| ---------------------- | - | ---------------------- | -------- | --------- |
| Tennis Borussia Berlin | – | Hummelsbütteler SV     | 1:0      | 0:2       |
| Rot-Weiss Essen        | – | VfL Osnabrück          | 0:1      | 1:2       |
| VfL Osnabrück          | – | Tennis Borussia Berlin | 2:0      | 1:2       |
| SC Eintracht Hamm      | – | Rot-Weiss Essen        | 4:0      | 2:2       |
| Hummelsbütteler SV     | – | VfL Osnabrück          | 0:1      | 2:4       |
| Tennis Borussia Berlin | – | SC Eintracht Hamm      | 4:1      | 1:1       |
| SC Eintracht Hamm      | – | Hummelsbütteler SV     | 2:1      | 0:3       |
| Rot-Weiss Essen        | – | Tennis Borussia Berlin | 5:1      | 0:3       |
| Hummelsbütteler SV     | – | Rot-Weiss Essen        | 2:3      | 0:7       |
| VfL Osnabrück          | – | SC Eintracht Hamm      | 5:0      | 2:0       |

Gruppe Süd
| Pl. | Verein                 | Sp. | S | U | N | Tore    | Diff. | Punkte |
| --- | ---------------------- | --- | - | - | - | ------- | ----- | ------ |
| 1.  | SpVgg Bayreuth         | 6   | 4 | 0 | 2 | 010:120 | −2    | 08:40  |
| 2.  | Viktoria Aschaffenburg | 6   | 3 | 1 | 2 | 014:900 | +5    | 07:50  |
| 3.  | FSV Salmrohr           | 6   | 3 | 0 | 3 | 011:110 | ±0    | 06:60  |
| 4.  | SV Sandhausen          | 6   | 1 | 1 | 4 | 010:130 | −3    | 03:90  |

|                        |   |                        | Hinspiel | Rückspiel |
| ---------------------- | - | ---------------------- | -------- | --------- |
| Viktoria Aschaffenburg | – | SV Sandhausen          | 2:1      | 3:3       |
| SpVgg Bayreuth         | – | FSV Salmrohr           | 2:1      | 1:4       |
| SV Sandhausen          | – | SpVgg Bayreuth         | 1:3      | 1:2       |
| FSV Salmrohr           | – | Viktoria Aschaffenburg | 1:3      | 2:1       |
| Viktoria Aschaffenburg | – | SpVgg Bayreuth         | 0:2      | 5:0       |
| SV Sandhausen          | – | FSV Salmrohr           | 3:1      | 1:2       |

### Aufstieg zur 2. Bundesliga 1986/87
Gruppe Nord
| Pl. | Verein            | Sp. | S | U | N | Tore    | Diff. | Punkte |
| --- | ----------------- | --- | - | - | - | ------- | ----- | ------ |
| 1.  | FC St. Pauli      | 8   | 5 | 2 | 1 | 016:800 | +8    | 12:40  |
| 2.  | Rot-Weiss Essen   | 8   | 5 | 1 | 2 | 016:120 | +4    | 11:50  |
| 3.  | SC Charlottenburg | 8   | 3 | 3 | 2 | 016:900 | +7    | 09:70  |
| 4.  | VfB Oldenburg     | 8   | 2 | 1 | 5 | 012:180 | −6    | 05:11  |
| 5.  | ASC Schöppingen   | 8   | 1 | 1 | 6 | 008:210 | −13   | 03:13  |

|                   |   |                   | Hinspiel | Rückspiel |
| ----------------- | - | ----------------- | -------- | --------- |
| VfB Oldenburg     | – | Rot-Weiss Essen   | 5:0      | 0:1       |
| ASC Schöppingen   | – | FC St. Pauli      | 1:3      | 1:3       |
| FC St. Pauli      | – | VfB Oldenburg     | 2:1      | 1:1       |
| SC Charlottenburg | – | ASC Schöppingen   | 1:1      | 1:0       |
| Rot-Weiss Essen   | – | FC St. Pauli      | 2:1      | 0:3       |
| VfB Oldenburg     | – | SC Charlottenburg | 1:4      | 1:6       |
| SC Charlottenburg | – | Rot-Weiss Essen   | 0:0      | 2:3       |
| ASC Schöppingen   | – | VfB Oldenburg     | 2:0      | 2:3       |
| FC St. Pauli      | – | SC Charlottenburg | 1:0      | 2:2       |
| Rot-Weiss Essen   | – | ASC Schöppingen   | 5:0      | 5:1       |

Gruppe Süd
| Pl. | Verein            | Sp. | S | U | N | Tore    | Diff. | Punkte |
| --- | ----------------- | --- | - | - | - | ------- | ----- | ------ |
| 1.  | SSV Ulm 1846      | 6   | 3 | 2 | 1 | 011:700 | +4    | 08:40  |
| 2.  | FSV Salmrohr      | 6   | 3 | 2 | 1 | 010:700 | +3    | 08:40  |
| 3.  | Kickers Offenbach | 6   | 1 | 5 | 0 | 011:800 | +3    | 07:50  |
| 4.  | TSV 1860 München  | 6   | 0 | 1 | 5 | 004:140 | −10   | 01:11  |

|                   |   |                   | Hinspiel | Rückspiel |
| ----------------- | - | ----------------- | -------- | --------- |
| FSV Salmrohr      | – | SSV Ulm 1846      | 3:1      | 0:2       |
| TSV 1860 München  | – | Kickers Offenbach | 0:0      | 2:5       |
| SSV Ulm 1846      | – | TSV 1860 München  | 3:1      | 3:1       |
| Kickers Offenbach | – | FSV Salmrohr      | 2:2      | 2:2       |
| FSV Salmrohr      | – | TSV 1860 München  | 2:0      | 1:0       |
| SSV Ulm 1846      | – | Kickers Offenbach | 0:0      | 2:2       |

### Aufstieg zur 2. Bundesliga 1987/88
Gruppe Nord
| Pl. | Verein              | Sp. | S | U | N | Tore    | Diff. | Punkte |
| --- | ------------------- | --- | - | - | - | ------- | ----- | ------ |
| 1.  | BVL 08 Remscheid    | 8   | 3 | 4 | 1 | 011:500 | +6    | 10:60  |
| 2.  | SV Meppen           | 8   | 2 | 6 | 0 | 013:100 | +3    | 10:60  |
| 3.  | Hertha BSC          | 8   | 3 | 3 | 2 | 011:100 | +1    | 09:70  |
| 4.  | SpVgg Erkenschwick  | 8   | 1 | 4 | 3 | 007:120 | −5    | 06:10  |
| 5.  | SV Arminia Hannover | 8   | 1 | 3 | 4 | 010:150 | −5    | 05:11  |

|                     |   |                     | Hinspiel | Rückspiel |
| ------------------- | - | ------------------- | -------- | --------- |
| SV Arminia Hannover | – | SV Meppen           | 2:2      | 0:0       |
| SpVgg Erkenschwick  | – | BVL 08 Remscheid    | 0:0      | 0:0       |
| Hertha BSC          | – | SpVgg Erkenschwick  | 0:0      | 1:2       |
| BVL 08 Remscheid    | – | SV Arminia Hannover | 2:0      | 4:1       |
| SV Arminia Hannover | – | Hertha BSC          | 0:1      | 1:3       |
| SV Meppen           | – | BVL 08 Remscheid    | 1:1      | 0:0       |
| Hertha BSC          | – | SV Meppen           | 2:2      | 1:1       |
| SpVgg Erkenschwick  | – | SV Arminia Hannover | 0:3      | 2:2       |
| BVL 08 Remscheid    | – | Hertha BSC          | 1:2      | 3:1       |
| SV Meppen           | – | SpVgg Erkenschwick  | 2:1      | 4:2       |

Gruppe Süd
| Pl. | Verein            | Sp. | S | U | N | Tore    | Diff. | Punkte |
| --- | ----------------- | --- | - | - | - | ------- | ----- | ------ |
| 1.  | Kickers Offenbach | 6   | 3 | 1 | 2 | 013:700 | +6    | 07:50  |
| 2.  | SpVgg Bayreuth    | 6   | 3 | 1 | 2 | 010:110 | −1    | 07:50  |
| 3.  | Eintracht Trier   | 6   | 3 | 0 | 3 | 009:800 | +1    | 06:60  |
| 4.  | SV Sandhausen     | 6   | 2 | 0 | 4 | 006:120 | −6    | 04:80  |

|                   |   |                   | Hinspiel | Rückspiel |
| ----------------- | - | ----------------- | -------- | --------- |
| SpVgg Bayreuth    | – | Kickers Offenbach | 2:2      | 0:5       |
| SV Sandhausen     | – | Eintracht Trier   | 1:0      | 2:3       |
| Kickers Offenbach | – | SV Sandhausen     | 2:0      | 1:2       |
| Eintracht Trier   | – | SpVgg Bayreuth    | 3:0      | 0:2       |
| SV Sandhausen     | – | SpVgg Bayreuth    | 1:2      | 0:4       |
| Eintracht Trier   | – | Kickers Offenbach | 2:3      | 1:0       |

### Aufstieg zur 2. Bundesliga 1988/89
Gruppe Nord
| Pl. | Verein                 | Sp. | S | U | N | Tore    | Diff. | Punkte |
| --- | ---------------------- | --- | - | - | - | ------- | ----- | ------ |
| 1.  | Hertha BSC             | 8   | 5 | 1 | 2 | 019:120 | +7    | 11:50  |
| 2.  | Eintracht Braunschweig | 8   | 5 | 1 | 2 | 012:800 | +4    | 11:50  |
| 3.  | MSV Duisburg           | 8   | 4 | 2 | 2 | 019:130 | +6    | 10:60  |
| 4.  | Preußen Münster        | 8   | 1 | 2 | 5 | 010:180 | −8    | 04:12  |
| 5.  | VfL Wolfsburg          | 8   | 1 | 2 | 5 | 013:220 | −9    | 04:12  |

|                        |   |                        | Hinspiel | Rückspiel |
| ---------------------- | - | ---------------------- | -------- | --------- |
| VfL Wolfsburg          | – | Hertha BSC             | 2:2      | 1:3       |
| MSV Duisburg           | – | Eintracht Braunschweig | 1:0      | 0:0       |
| Hertha BSC             | – | MSV Duisburg           | 3:0      | 1:6       |
| Preußen Münster        | – | VfL Wolfsburg          | 1:1      | 1:3       |
| MSV Duisburg           | – | Preußen Münster        | 2:2      | 1:4       |
| Eintracht Braunschweig | – | Hertha BSC             | 2:1      | 0:2       |
| VfL Wolfsburg          | – | MSV Duisburg           | 2:4      | 1:5       |
| Preußen Münster        | – | Eintracht Braunschweig | 1:3      | 0:1       |
| Eintracht Braunschweig | – | VfL Wolfsburg          | 4:2      | 2:1       |
| Hertha BSC             | – | Preußen Münster        | 3:0      | 4:1       |

Gruppe Süd
| Pl. | Verein                 | Sp. | S | U | N | Tore    | Diff. | Punkte |
| --- | ---------------------- | --- | - | - | - | ------- | ----- | ------ |
| 1.  | 1. FSV Mainz 05        | 6   | 4 | 1 | 1 | 017:900 | +8    | 09:30  |
| 2.  | Viktoria Aschaffenburg | 6   | 3 | 2 | 1 | 009:800 | +1    | 08:40  |
| 3.  | SpVgg Unterhaching     | 6   | 1 | 2 | 3 | 008:120 | −4    | 04:80  |
| 4.  | FV 09 Weinheim         | 6   | 1 | 1 | 4 | 005:100 | −5    | 03:90  |

|                        |   |                        | Hinspiel | Rückspiel |
| ---------------------- | - | ---------------------- | -------- | --------- |
| 1. FSV Mainz 05        | – | Viktoria Aschaffenburg | 2:0      | 3:3       |
| SpVgg Unterhaching     | – | FV 09 Weinheim         | 0:0      | 3:1       |
| Viktoria Aschaffenburg | – | SpVgg Unterhaching     | 2:1      | 2:2       |
| FV 09 Weinheim         | – | 1. FSV Mainz 05        | 4:3      | 0:2       |
| Viktoria Aschaffenburg | – | FV 09 Weinheim         | 1:0      | 1:0       |
| 1. FSV Mainz 05        | – | SpVgg Unterhaching     | 4:1      | 3:1       |

### Aufstieg zur 2. Bundesliga 1989/90
Gruppe Nord
| Pl. | Verein                 | Sp. | S | U | N | Tore    | Diff. | Punkte |
| --- | ---------------------- | --- | - | - | - | ------- | ----- | ------ |
| 1.  | MSV Duisburg           | 8   | 4 | 3 | 1 | 016:800 | +8    | 11:50  |
| 2.  | Preußen Münster        | 8   | 4 | 2 | 2 | 010:700 | +3    | 10:60  |
| 3.  | 1. SC Göttingen 05     | 8   | 4 | 1 | 3 | 016:110 | +5    | 09:70  |
| 4.  | Reinickendorfer Füchse | 8   | 3 | 0 | 5 | 015:190 | −4    | 06:10  |
| 5.  | TSV Havelse            | 8   | 1 | 2 | 5 | 005:170 | −12   | 04:12  |

|                        |   |                        | Hinspiel | Rückspiel |
| ---------------------- | - | ---------------------- | -------- | --------- |
| TSV Havelse            | – | Reinickendorfer Füchse | 2:0      | 0:4       |
| 1. SC Göttingen 05     | – | MSV Duisburg           | 1:1      | 1:3       |
| MSV Duisburg           | – | TSV Havelse            | 3:1      | 0:0       |
| Preußen Münster        | – | 1. SC Göttingen 05     | 1:0      | 0:1       |
| TSV Havelse            | – | Preußen Münster        | 1:1      | 0:1       |
| Reinickendorfer Füchse | – | MSV Duisburg           | 0:4      | 2:4       |
| 1. SC Göttingen 05     | – | TSV Havelse            | 5:0      | 3:1       |
| Preußen Münster        | – | Reinickendorfer Füchse | 3:2      | 1:2       |
| Reinickendorfer Füchse | – | 1. SC Göttingen 05     | 4:1      | 1:4       |
| MSV Duisburg           | – | Preußen Münster        | 1:3      | 0:0       |

Gruppe Süd
| Pl. | Verein             | Sp. | S | U | N | Tore    | Diff. | Punkte |
| --- | ------------------ | --- | - | - | - | ------- | ----- | ------ |
| 1.  | KSV Hessen Kassel  | 6   | 3 | 2 | 1 | 012:500 | +7    | 08:40  |
| 2.  | SpVgg Unterhaching | 6   | 3 | 1 | 2 | 009:110 | −2    | 07:50  |
| 3.  | SSV Reutlingen 05  | 6   | 3 | 0 | 3 | 009:800 | +1    | 06:60  |
| 4.  | SV Edenkoben       | 6   | 1 | 1 | 4 | 003:900 | −6    | 03:90  |

|                    |   |                    | Hinspiel | Rückspiel |
| ------------------ | - | ------------------ | -------- | --------- |
| KSV Hessen Kassel  | – | SSV Reutlingen 05  | 2:0      | 0:2       |
| SV Edenkoben       | – | SpVgg Unterhaching | 0:1      | 0:2       |
| SSV Reutlingen 05  | – | SV Edenkoben       | 2:1      | 1:2       |
| SpVgg Unterhaching | – | KSV Hessen Kassel  | 1:1      | 2:6       |
| SV Edenkoben       | – | KSV Hessen Kassel  | 0:0      | 0:3       |
| SpVgg Unterhaching | – | SSV Reutlingen 05  | 3:1      | 0:3       |

### Aufstieg zur 2. Bundesliga 1990/91
Gruppe Nord
| Pl. | Verein                 | Sp. | S | U | N | Tore    | Diff. | Punkte |
| --- | ---------------------- | --- | - | - | - | ------- | ----- | ------ |
| 1.  | VfB Oldenburg          | 8   | 5 | 2 | 1 | 019:800 | +11   | 12:40  |
| 2.  | TSV Havelse            | 8   | 5 | 2 | 1 | 019:150 | +4    | 12:40  |
| 3.  | Arminia Bielefeld      | 8   | 3 | 3 | 2 | 016:110 | +5    | 09:70  |
| 4.  | Wuppertaler SV         | 8   | 2 | 0 | 6 | 011:210 | −10   | 04:12  |
| 5.  | Reinickendorfer Füchse | 8   | 1 | 1 | 6 | 008:180 | −10   | 03:13  |

|                        |   |                        | Hinspiel | Rückspiel |
| ---------------------- | - | ---------------------- | -------- | --------- |
| VfB Oldenburg          | – | TSV Havelse            | 5:1      | 0:0       |
| Reinickendorfer Füchse | – | Arminia Bielefeld      | 1:2      | 0:0       |
| Wuppertaler SV         | – | Reinickendorfer Füchse | 4:1      | 1:0       |
| Arminia Bielefeld      | – | VfB Oldenburg          | 2:2      | 0:2       |
| VfB Oldenburg          | – | Wuppertaler SV         | 3:0      | 2:1       |
| TSV Havelse            | – | Arminia Bielefeld      | 3:2      | 2:2       |
| Reinickendorfer Füchse | – | VfB Oldenburg          | 2:1      | 2:4       |
| Wuppertaler SV         | – | TSV Havelse            | 2:4      | 2:3       |
| TSV Havelse            | – | Reinickendorfer Füchse | 3:0      | 3:2       |
| Arminia Bielefeld      | – | Wuppertaler SV         | 3:0      | 5:1       |

Gruppe Süd
| Pl. | Verein               | Sp. | S | U | N | Tore    | Diff. | Punkte |
| --- | -------------------- | --- | - | - | - | ------- | ----- | ------ |
| 1.  | 1. FSV Mainz 05      | 6   | 4 | 0 | 2 | 010:600 | +4    | 08:40  |
| 2.  | 1. FC Schweinfurt 05 | 6   | 3 | 2 | 1 | 007:400 | +3    | 08:40  |
| 3.  | SSV Reutlingen 05    | 6   | 3 | 1 | 2 | 011:800 | +3    | 07:50  |
| 4.  | Rot-Weiss Frankfurt  | 6   | 0 | 1 | 5 | 003:130 | −10   | 01:11  |

|                      |   |                      | Hinspiel | Rückspiel |
| -------------------- | - | -------------------- | -------- | --------- |
| SSV Reutlingen 05    | – | 1. FSV Mainz 05      | 0:1      | 3:2       |
| 1. FC Schweinfurt 05 | – | Rot-Weiss Frankfurt  | 0:0      | 2:0       |
| 1. FSV Mainz 05      | – | 1. FC Schweinfurt 05 | 2:0      | 0:1       |
| Rot-Weiss Frankfurt  | – | SSV Reutlingen 05    | 1:3      | 0:3       |
| Rot-Weiss Frankfurt  | – | 1. FSV Mainz 05      | 1:2      | 1:3       |
| 1. FC Schweinfurt 05 | – | SSV Reutlingen 05    | 3:1      | 1:1       |

## Aufstiegsrunden zur 2. Bundesliga (Oberligen & DDR-Oberliga 1990/91)

### Modus
Nach der deutschen Wiedervereinigung bildeten acht Mannschaften aus dem Gebiet des NOFV einmalig zwei zusätzliche Aufstiegsgruppen. Die Sieger der insgesamt vier Gruppen stiegen in die 2. Bundesliga auf.

### Aufstieg zur 2. Bundesliga 1991/92
Gruppe Nord
| Pl. | Verein                 | Sp. | S | U | N | Tore    | Diff. | Punkte |
| --- | ---------------------- | --- | - | - | - | ------- | ----- | ------ |
| 1.  | FC Remscheid           | 8   | 5 | 3 | 0 | 016:500 | +11   | 13:30  |
| 2.  | VfL Wolfsburg          | 8   | 4 | 1 | 3 | 015:140 | +1    | 09:70  |
| 3.  | 1. SC Göttingen 05     | 8   | 3 | 2 | 3 | 014:120 | +2    | 08:80  |
| 4.  | SC Verl                | 8   | 3 | 2 | 3 | 015:170 | −2    | 08:80  |
| 5.  | Tennis Borussia Berlin | 8   | 1 | 0 | 7 | 006:180 | −12   | 02:14  |

|                        |   |                        | Hinspiel | Rückspiel |
| ---------------------- | - | ---------------------- | -------- | --------- |
| 1. SC Göttingen 05     | – | FC Remscheid           | 0:0      | 0:1       |
| Tennis Borussia Berlin | – | VfL Wolfsburg          | 1:2      | 0:2       |
| FC Remscheid           | – | Tennis Borussia Berlin | 2:0      | 4:0       |
| SC Verl                | – | 1. SC Göttingen 05     | 2:2      | 3:2       |
| Tennis Borussia Berlin | – | SC Verl                | 0:1      | 2:3       |
| VfL Wolfsburg          | – | FC Remscheid           | 2:2      | 0:2       |
| 1. SC Göttingen 05     | – | Tennis Borussia Berlin | 2:0      | 2:3       |
| SC Verl                | – | VfL Wolfsburg          | 1:3      | 2:3       |
| VfL Wolfsburg          | – | 1. SC Göttingen 05     | 0:1      | 3:5       |
| FC Remscheid           | – | SC Verl                | 2:0      | 3:3       |

Gruppe Süd
| Pl. | Verein               | Sp. | S | U | N | Tore    | Diff. | Punkte |
| --- | -------------------- | --- | - | - | - | ------- | ----- | ------ |
| 1.  | TSV 1860 München     | 6   | 3 | 3 | 0 | 011:500 | +6    | 09:30  |
| 2.  | KSV Hessen Kassel    | 6   | 2 | 3 | 1 | 008:600 | +2    | 07:50  |
| 3.  | 1. FC Pforzheim      | 6   | 2 | 1 | 3 | 008:110 | −3    | 05:70  |
| 4.  | Borussia Neunkirchen | 6   | 0 | 3 | 3 | 005:100 | −5    | 03:90  |

|                      |   |                      | Hinspiel | Rückspiel |
| -------------------- | - | -------------------- | -------- | --------- |
| Borussia Neunkirchen | – | TSV 1860 München     | 1:1      | 1:2       |
| KSV Hessen Kassel    | – | 1. FC Pforzheim      | 2:0      | 3:1       |
| TSV 1860 München     | – | KSV Hessen Kassel    | 1:1      | 2:0       |
| 1. FC Pforzheim      | – | Borussia Neunkirchen | 3:0      | 2:1       |
| TSV 1860 München     | – | 1. FC Pforzheim      | 1:1      | 4:1       |
| Borussia Neunkirchen | – | KSV Hessen Kassel    | 1:1      | 1:1       |

Gruppe Nordost A
| Pl. | Verein                | Sp. | S | U | N | Tore    | Diff. | Punkte |
| --- | --------------------- | --- | - | - | - | ------- | ----- | ------ |
| 1.  | BSV Stahl Brandenburg | 6   | 4 | 1 | 1 | 009:600 | +3    | 09:30  |
| 2.  | FC Berlin             | 6   | 3 | 2 | 1 | 010:500 | +5    | 08:40  |
| 3.  | 1. FC Union Berlin    | 6   | 2 | 1 | 3 | 005:700 | −2    | 05:70  |
| 4.  | 1. FC Magdeburg       | 6   | 0 | 2 | 4 | 006:120 | −6    | 02:10  |

|                       |   |                       | Hinspiel | Rückspiel |
| --------------------- | - | --------------------- | -------- | --------- |
| 1. FC Magdeburg       | – | 1. FC Union Berlin    | 1:1      | 0:2       |
| FC Berlin             | – | BSV Stahl Brandenburg | 3:1      | 0:0       |
| 1. FC Union Berlin    | – | FC Berlin             | 1:0      | 0:2       |
| BSV Stahl Brandenburg | – | 1. FC Magdeburg       | 1:0      | 3:2       |
| FC Berlin             | – | 1. FC Magdeburg       | 0:0      | 5:3       |
| BSV Stahl Brandenburg | – | 1. FC Union Berlin    | 2:1      | 2:0       |

Gruppe Nordost B
| Pl. | Verein                      | Sp. | S | U | N | Tore    | Diff. | Punkte |
| --- | --------------------------- | --- | - | - | - | ------- | ----- | ------ |
| 1.  | 1. FC Lokomotive Leipzig    | 6   | 4 | 2 | 0 | 011:000 | +11   | 10:20  |
| 2.  | Eisenhüttenstädter FC Stahl | 6   | 3 | 2 | 1 | 008:600 | +2    | 08:40  |
| 3.  | FSV Zwickau 1               | 6   | 1 | 2 | 3 | 005:900 | −4    | 04:80  |
| 4.  | FC Sachsen Leipzig          | 6   | 1 | 0 | 5 | 004:130 | −9    | 02:10  |

|                          |   |                          | Hinspiel | Rückspiel |
| ------------------------ | - | ------------------------ | -------- | --------- |
| FC Sachsen Leipzig       | – | 1. FC Lokomotive Leipzig | 0:1      | 0:4       |
| EFC Stahl                | – | FSV Zwickau              | 1:0      | 2:2       |
| 1. FC Lokomotive Leipzig | – | FSV Zwickau              | 0:0      | 3:0       |
| EFC Stahl                | – | FC Sachsen Leipzig       | 3:0      | 2:1       |
| FC Sachsen Leipzig       | – | FSV Zwickau              | 2:1      | 1:2       |
| EFC Stahl                | – | 1. FC Lokomotive Leipzig | 0:0      | 0:3       |

## Aufstiegsrunden zur 2. Bundesliga (Oberligen 1991/92)

### Modus
1992 wurde eine Play-off-Runde in vier Gruppen mit den zehn Oberligameistern, dem Zweitplatzierten der Oberliga Nord und zwei Teams aus der 2. Bundesliga ausgetragen.

### Aufstieg zur 2. Bundesliga 1992/93
Gruppe 1 (Köln und München um Verbleib; Zweitberechtigter Oberliga Nord)
| Pl. | Verein           | Sp. | S | U | N | Tore    | Diff. | Punkte |
| --- | ---------------- | --- | - | - | - | ------- | ----- | ------ |
| 1.  | SC Fortuna Köln  | 4   | 3 | 1 | 0 | 009:300 | +6    | 07:10  |
| 2.  | TSV 1860 München | 4   | 1 | 1 | 2 | 002:600 | −4    | 03:50  |
| 3.  | TSV Havelse      | 4   | 0 | 2 | 2 | 002:400 | −2    | 02:60  |

|                  |   |                  | Hinspiel | Rückspiel |
| ---------------- | - | ---------------- | -------- | --------- |
| TSV Havelse      | – | TSV 1860 München | 0:0      | 0:1       |
| TSV 1860 München | – | SC Fortuna Köln  | 1:4      | 0:2       |
| SC Fortuna Köln  | – | TSV Havelse      | 2:1      | 1:1       |

Gruppe 2 (Meister Nordost-Staffeln Nord, Mitte, Süd; Meister Nord)
| Pl. | Verein             | Sp. | S | U | N | Tore    | Diff. | Punkte |
| --- | ------------------ | --- | - | - | - | ------- | ----- | ------ |
| 1.  | VfL Wolfsburg      | 6   | 5 | 0 | 1 | 015:700 | +8    | 10:20  |
| 2.  | FSV Zwickau        | 6   | 4 | 0 | 2 | 017:110 | +6    | 08:40  |
| 3.  | FC Berlin          | 6   | 2 | 0 | 4 | 009:800 | +1    | 04:80  |
| 4.  | 1. FC Union Berlin | 6   | 1 | 0 | 5 | 006:210 | −15   | 02:10  |

|                    |   |                    | Hinspiel | Rückspiel |
| ------------------ | - | ------------------ | -------- | --------- |
| FC Berlin          | – | VfL Wolfsburg      | 0:2      | 1:2       |
| 1. FC Union Berlin | – | FSV Zwickau        | 3:0      | 2:8       |
| FSV Zwickau        | – | FC Berlin          | 2:0      | 2:1       |
| VfL Wolfsburg      | – | 1. FC Union Berlin | 4:0      | 2:1       |
| FC Berlin          | – | 1. FC Union Berlin | 3:0      | 4:0       |
| VfL Wolfsburg      | – | FSV Zwickau        | 3:1      | 2:4       |

Gruppe 3 (Meister Nordrhein, Westfalen, Südwest)
| Pl. | Verein          | Sp. | S | U | N | Tore    | Diff. | Punkte |
| --- | --------------- | --- | - | - | - | ------- | ----- | ------ |
| 1.  | Wuppertaler SV  | 4   | 4 | 0 | 0 | 011:400 | +7    | 08:0   |
| 2.  | FSV Salmrohr    | 4   | 1 | 1 | 2 | 003:600 | −3    | 03:50  |
| 3.  | Preußen Münster | 4   | 0 | 1 | 3 | 004:800 | −4    | 01:70  |

|                 |   |                 | Hinspiel | Rückspiel |
| --------------- | - | --------------- | -------- | --------- |
| FSV Salmrohr    | – | Preußen Münster | 1:1      | 1:0       |
| Preußen Münster | – | Wuppertaler SV  | 1:2      | 2:4       |
| Wuppertaler SV  | – | FSV Salmrohr    | 1:0      | 4:1       |

Gruppe 4 (Meister Hessen, Baden-Württemberg, Bayern)
| Pl. | Verein                 | Sp. | S | U | N | Tore    | Diff. | Punkte |
| --- | ---------------------- | --- | - | - | - | ------- | ----- | ------ |
| 1.  | SpVgg Unterhaching     | 4   | 2 | 2 | 0 | 004:100 | +3    | 06:20  |
| 2.  | SSV Reutlingen 05      | 4   | 1 | 2 | 1 | 004:400 | ±0    | 04:40  |
| 3.  | Viktoria Aschaffenburg | 4   | 0 | 2 | 2 | 003:600 | −3    | 02:60  |

|                        |   |                        | Hinspiel | Rückspiel |
| ---------------------- | - | ---------------------- | -------- | --------- |
| Viktoria Aschaffenburg | – | SSV Reutlingen 05      | 1:1      | 1:3       |
| SSV Reutlingen 05      | – | SpVgg Unterhaching     | 0:0      | 0:2       |
| SpVgg Unterhaching     | – | Viktoria Aschaffenburg | 1:1      | 1:0       |

## Aufstiegsrunden zur 2. Bundesliga (Oberligen 1992/93–1993/94)

### Modus
Von 1993 bis 1994 spielten die zehn Oberligameister und der Vizemeister der Oberliga Nord in drei Gruppen um vier beziehungsweise drei Aufstiegsplätze.

### Aufstieg zur 2. Bundesliga 1993/94
Gruppe 1 (Meister Nordost-Staffeln Nord, Mitte, Süd)
| Pl. | Verein                   | Sp. | S | U | N | Tore    | Diff. | Punkte |
| --- | ------------------------ | --- | - | - | - | ------- | ----- | ------ |
| 1.  | 1. FC Union Berlin       | 4   | 3 | 0 | 1 | 007:500 | +2    | 06:20  |
| 2.  | Tennis Borussia Berlin 1 | 4   | 2 | 0 | 2 | 008:500 | +3    | 04:40  |
| 3.  | Bischofswerdaer FV 08    | 4   | 1 | 0 | 3 | 003:800 | −5    | 02:60  |

|                        |   |                        | Hinspiel | Rückspiel |
| ---------------------- | - | ---------------------- | -------- | --------- |
| 1. FC Union Berlin     | – | Tennis Borussia Berlin | 1:3      | 2:1       |
| Tennis Borussia Berlin | – | Bischofswerdaer FV 08  | 3:0      | 1:2       |
| Bischofswerdaer FV 08  | – | 1. FC Union Berlin     | 1:3      | 0:1       |

Gruppe 2 (Meister Nord, Nordrhein, Westfalen, Südwest)
| Pl. | Verein          | Sp. | S | U | N | Tore    | Diff. | Punkte |
| --- | --------------- | --- | - | - | - | ------- | ----- | ------ |
| 1.  | Rot-Weiss Essen | 6   | 4 | 2 | 0 | 015:400 | +11   | 10:20  |
| 2.  | Preußen Münster | 6   | 3 | 1 | 2 | 008:900 | −1    | 07:50  |
| 3.  | Eintracht Trier | 6   | 1 | 2 | 3 | 003:800 | −5    | 04:80  |
| 4.  | VfL Herzlake    | 6   | 0 | 3 | 3 | 002:700 | −5    | 03:90  |

|                 |   |                 | Hinspiel | Rückspiel |
| --------------- | - | --------------- | -------- | --------- |
| Eintracht Trier | – | VfL Herzlake    | 1:0      | 0:0       |
| Rot-Weiss Essen | – | Preußen Münster | 4:1      | 3:1       |
| Preußen Münster | – | Eintracht Trier | 3:1      | 2:1       |
| VfL Herzlake    | – | Rot-Weiss Essen | 1:1      | 2:4       |
| Eintracht Trier | – | Rot-Weiss Essen | 0:0      | 0:3       |
| VfL Herzlake    | – | Preußen Münster | 0:0      | 0:1       |

Gruppe 3 (Meister Hessen, Baden-Württemberg, Bayern; Zweiter Oberliga Nord)
| Pl. | Verein            | Sp. | S | U | N | Tore    | Diff. | Punkte |
| --- | ----------------- | --- | - | - | - | ------- | ----- | ------ |
| 1.  | TSV 1860 München  | 6   | 2 | 4 | 0 | 008:500 | +3    | 08:40  |
| 2.  | SSV Ulm 1846      | 6   | 2 | 3 | 1 | 007:700 | ±0    | 07:50  |
| 3.  | Kickers Offenbach | 6   | 1 | 4 | 1 | 005:400 | +1    | 06:60  |
| 4.  | 1. SC Norderstedt | 6   | 0 | 3 | 3 | 005:900 | −4    | 03:90  |

|                   |   |                   | Hinspiel | Rückspiel |
| ----------------- | - | ----------------- | -------- | --------- |
| SSV Ulm 1846      | – | TSV 1860 München  | 0:2      | 1:1       |
| Kickers Offenbach | – | 1. SC Norderstedt | 0:0      | 2:0       |
| 1. SC Norderstedt | – | SSV Ulm 1846      | 1:2      | 2:2       |
| TSV 1860 München  | – | Kickers Offenbach | 1:1      | 1:1       |
| SSV Ulm 1846      | – | Kickers Offenbach | 0:0      | 2:1       |
| TSV 1860 München  | – | 1. SC Norderstedt | 1:0      | 2:2       |

### Aufstieg zur 2. Bundesliga 1994/95
Gruppe 1 (Meister der Nordost-Staffeln Nord, Mitte, Süd)
| Pl. | Verein          | Sp. | S | U | N | Tore    | Diff. | Punkte |
| --- | --------------- | --- | - | - | - | ------- | ----- | ------ |
| 1.  | FSV Zwickau     | 4   | 3 | 1 | 0 | 009:300 | +6    | 07:10  |
| 2.  | BSV Brandenburg | 4   | 2 | 1 | 1 | 008:500 | +3    | 05:30  |
| 3.  | Energie Cottbus | 4   | 0 | 0 | 4 | 003:120 | −9    | 0:80   |

|                 |   |                 | Hinspiel | Rückspiel |
| --------------- | - | --------------- | -------- | --------- |
| BSV Brandenburg | – | Energie Cottbus | 3:1      | 3:1       |
| Energie Cottbus | – | FSV Zwickau     | 0:3      | 1:3       |
| FSV Zwickau     | – | BSV Brandenburg | 2:1      | 1:1       |

Gruppe 2 (Meister Nord, Südwest, Hessen, Baden-Württemberg)
| Pl. | Verein          | Sp. | S | U | N | Tore    | Diff. | Punkte |
| --- | --------------- | --- | - | - | - | ------- | ----- | ------ |
| 1.  | FSV Frankfurt   | 6   | 4 | 0 | 2 | 011:500 | +6    | 08:40  |
| 2.  | SSV Ulm 1846    | 6   | 3 | 0 | 3 | 008:700 | +1    | 06:60  |
| 3.  | Eintracht Trier | 6   | 3 | 0 | 3 | 006:500 | +1    | 06:60  |
| 4.  | Kickers Emden   | 6   | 2 | 0 | 4 | 007:150 | −8    | 04:80  |

|                 |   |                 | Hinspiel | Rückspiel |
| --------------- | - | --------------- | -------- | --------- |
| Kickers Emden   | – | Eintracht Trier | 0:3      | 3:1       |
| SSV Ulm 1846    | – | FSV Frankfurt   | 3:0      | 0:3       |
| FSV Frankfurt   | – | Kickers Emden   | 4:1      | 3:0       |
| Eintracht Trier | – | SSV Ulm 1846    | 1:0      | 0:1       |
| Kickers Emden   | – | SSV Ulm 1846    | 2:1      | 1:3       |
| Eintracht Trier | – | FSV Frankfurt   | 1:0      | 0:1       |

Gruppe 3 (Meister Nordrhein, Westfalen, Bayern; Zweiter Nord)
| Pl. | Verein                 | Sp. | S | U | N | Tore    | Diff. | Punkte |
| --- | ---------------------- | --- | - | - | - | ------- | ----- | ------ |
| 1.  | Fortuna Düsseldorf     | 6   | 5 | 1 | 0 | 010:300 | +7    | 11:10  |
| 2.  | Eintracht Braunschweig | 6   | 2 | 1 | 3 | 005:600 | −1    | 05:70  |
| 3.  | TuS Paderborn-Neuhaus  | 6   | 2 | 0 | 4 | 008:900 | −1    | 04:80  |
| 4.  | FC Augsburg            | 6   | 1 | 2 | 3 | 005:100 | −5    | 04:80  |

|                        |   |                        | Hinspiel | Rückspiel |
| ---------------------- | - | ---------------------- | -------- | --------- |
| Fortuna Düsseldorf     | – | TuS Paderborn-Neuhaus  | 1:0      | 3:1       |
| FC Augsburg            | – | Eintracht Braunschweig | 2:1      | 0:0       |
| Eintracht Braunschweig | – | Fortuna Düsseldorf     | 0:1      | 1:2       |
| TuS Paderborn-Neuhaus  | – | FC Augsburg            | 2:0      | 4:2       |
| Fortuna Düsseldorf     | – | FC Augsburg            | 1:1      | 2:0       |
| TuS Paderborn-Neuhaus  | – | Eintracht Braunschweig | 1:2      | 0:1       |

## Aufstieg zur 2. Bundesliga (Regionalligen 1994/95)

### Modus
Mit Einführung der vier Regionalligen (Nord, Nordost, West/Südwest und Süd) als dritthöchste Spielklasse im Jahr 1994 war die Aufstiegsrunde zur 2. Bundesliga nicht mehr notwendig. Die vier Meister der Regionalliga stiegen direkt in die 2. Bundesliga auf.

### Aufstieg zur 2. Bundesliga 1995/96
Direktaufsteiger
| Mannschaften       | Ligen                                     |
| ------------------ | ----------------------------------------- |
| VfB Lübeck         | Meister Regionalliga Nord 1994/95         |
| FC Carl Zeiss Jena | Meister Regionalliga Nordost 1994/95      |
| Arminia Bielefeld  | Meister Regionalliga West/Südwest 1994/95 |
| SpVgg Unterhaching | Meister Regionalliga Süd 1994/95          |

## Aufstieg zur 2. Bundesliga (Regionalligen 1995/96)

### Modus
Ab dieser Saison trugen die Sieger der Nord- und der Nordost-Staffel zwei Entscheidungsspiele um den Aufstieg in die 2. Bundesliga aus, während in den Regionalligen West/Südwest und Süd neben dem Meister auch der Zweitplatzierte im Wechsel zwischen der Süd-Staffel und der West/Südwest-Staffel aufstieg. In dieser Saison hatte die West/Südwest-Staffel zwei Aufstiegsplätze.

### Aufstieg & Entscheidungsspiele zur 2. Bundesliga 1996/97
Direktaufsteiger
| Mannschaften        | Ligen                                 |
| ------------------- | ------------------------------------- |
| FC Gütersloh        | Meister Regionalliga West/Südwest     |
| Rot-Weiss Essen     | Vizemeister Regionalliga West/Südwest |
| Stuttgarter Kickers | Meister Regionalliga Süd              |

Entscheidungsspiele zur 2. Bundesliga zwischen den Meistern der Regionalligen Nord & Nordost
In der seit Einführung der Regionalliga erstmals ausgetragenen Entscheidungsspiele trafen die beiden Meister der Staffeln Nord und Nordost in zwei Spielen aufeinander, um den vierten Aufsteiger in die 2. Bundesliga zu ermitteln.
| Datum   |                        | Gesamt |               | Hinspiel | Rückspiel |
| ------- | ---------------------- | ------ | ------------- | -------- | --------- |
| 2./9.6. | Tennis Borussia Berlin | 2:3    | VfB Oldenburg | 1:1      | 1:2 n. V. |

## Aufstieg zur 2. Bundesliga (Regionalligen 1996/97)

### Modus
Wie in der Vorsaison mussten die Sieger der Nord- und der Nordost-Staffel zwei Entscheidungsspiele um den Aufstieg austragen, während die Sieger der West/Südwest- und der Süd-Staffel direkt aufstiegen. In dieser Saison hatte die Süd-Staffel den vierten Aufstiegsplatz.

### Aufstieg & Entscheidungsspiele zur 2. Bundesliga 1997/98
Direktaufsteiger
| Mannschaften         | Ligen                             |
| -------------------- | --------------------------------- |
| SG Wattenscheid 09   | Meister Regionalliga West/Südwest |
| 1. FC Nürnberg       | Meister Regionalliga Süd          |
| SpVgg Greuther Fürth | Vizemeister Regionalliga Süd      |

Entscheidungsspiele zur 2. Bundesliga zwischen den Meistern der Regionalligen Nord & Nordost
In zwei Entscheidungsspielen trafen wieder die beiden Meister der Staffeln Nord und Nordost Spielen aufeinander, um den vierten Aufsteiger in die 2. Bundesliga zu ermitteln.
| Datum     |             | Gesamt |                 | Hinspiel | Rückspiel |
| --------- | ----------- | ------ | --------------- | -------- | --------- |
| 29.5./5.6 | Hannover 96 | 1:3    | Energie Cottbus | 0:0      | 1:3       |

## Aufstieg zur 2. Bundesliga (Regionalligen 1997/98)

### Modus
Erneut mussten die Sieger der Nord- und der Nordost-Staffel zwei Entscheidungsspiele um den Aufstieg austragen, während die Sieger der West/Südwest- und der Süd-Staffel direkt aufstiegen. Der vierte Aufstiegsplatz wurde, anders als in der Vorsaison, zwischen dem Verlierer der Nord-Nordost-Entscheidungsspiele sowie den Zweitplatzierten der Süd- und West/Südwest-Staffeln im Rahmen der Deutschen Amateurmeisterschaft ausgespielt.

### Aufstieg & Entscheidungsspiele zur 2. Bundesliga 1998/99
Direktaufsteiger
| Mannschaften        | Ligen                             |
| ------------------- | --------------------------------- |
| Rot-Weiß Oberhausen | Meister Regionalliga West/Südwest |
| SSV Ulm 1846        | Meister Regionalliga Süd          |

Entscheidungsspiele zur 2. Bundesliga zwischen den Meistern der Regionalligen Nord & Nordost
In der ersten Phase der Entscheidungsspiele trafen die beiden Meister der Staffeln Nord und Nordost aufeinander, um den dritten Aufsteiger in die 2. Bundesliga zu ermitteln.
| Datum     |                        | Gesamt          |             | Hinspiel | Rückspiel |
| --------- | ---------------------- | --------------- | ----------- | -------- | --------- |
| 21./24.5. | Tennis Borussia Berlin | 2:2 (1:3 i. E.) | Hannover 96 | 2:0      | 0:2 n. V. |

Deutsche Amateurmeisterschaft zwischen den Verlieren der Entscheidungsspiele und den Vizemeistern
In der zweiten Phase der Entscheidungsspiele spielten der Verlierer der ersten Entscheidungsspiele sowie die beiden Vizemeister der West/Südwest- und Süd-Staffel in einer Einfachrunde den Sieger der Deutschen Amateurmeisterschaft und vierten Aufsteiger in die 2. Bundesliga aus.
| Pl. | Verein                 | Sp. | S | U | N | Tore    | Diff. | Punkte |
| --- | ---------------------- | --- | - | - | - | ------- | ----- | ------ |
| 1.  | Tennis Borussia Berlin | 2   | 2 | 0 | 0 | 004:100 | +3    | 06     |
| 2.  | Sportfreunde Siegen    | 2   | 1 | 0 | 1 | 004:200 | +2    | 03     |
| 3.  | Kickers Offenbach      | 2   | 0 | 0 | 2 | 001:600 | −5    | 0      |

| Datum |                        | Ergebnis |                        |
| ----- | ---------------------- | -------- | ---------------------- |
| 24.5. | Sportfreunde Siegen    | 4:0      | Kickers Offenbach      |
| 31.5. | Tennis Borussia Berlin | 2:0      | Sportfreunde Siegen    |
| 5.6.  | Kickers Offenbach      | 1:2      | Tennis Borussia Berlin |

## Aufstieg zur 2. Bundesliga (Regionalligen 1998/99–1999/00)

### Modus
Die Meister der Staffeln West/Südwest und Süd stiegen direkt in die 2. Bundesliga auf. Die Meister der Staffeln Nord und Nordost spielten zunächst in einem Entscheidungsspiel einen dritten Aufsteiger aus. Anschließend spielte die unterlegene Mannschaft eine erneute Aufstiegsrunde mit den Vizemeistern der Staffeln West/Südwest und Süd um den vierten Aufsteiger zu ermitteln.

### Aufstieg & Entscheidungsspiele zur 2. Bundesliga 1999/00
Direktaufsteiger
| Mannschaften        | Ligen                             |
| ------------------- | --------------------------------- |
| Alemannia Aachen    | Meister Regionalliga West/Südwest |
| SV Waldhof Mannheim | Meister Regionalliga Süd          |

Entscheidungsspiele zur 2. Bundesliga zwischen den Meistern der Regionalligen Nord & Nordost
In der ersten Phase der Entscheidungsspiele trafen die beiden Meister der Staffeln Nord und Nordost in zwei Spielen aufeinander, um den dritten Aufsteiger in die 2. Bundesliga zu ermitteln.
| Datum      |               | Gesamt |               | Hinspiel | Rückspiel |
| ---------- | ------------- | ------ | ------------- | -------- | --------- |
| 30.5./6.6. | Chemnitzer FC | 2:1    | VfL Osnabrück | 2:0      | 0:1       |

Aufstiegsrunde des Entscheidungsspielverlierers und der Vizemeister
In der zweiten Phase der Entscheidungsspiele spielten der unterlegene Staffelsieger der ersten Entscheidungsspiele sowie die beiden Vizemeister der West/Südwest- und Süd-Staffel in einer Einfachrunde den Sieger den vierten Aufsteiger in die 2. Bundesliga aus.
| Pl. | Verein            | Sp. | S | U | N | Tore    | Diff. | Punkte |
| --- | ----------------- | --- | - | - | - | ------- | ----- | ------ |
| 1.  | Kickers Offenbach | 2   | 2 | 0 | 0 | 004:100 | +3    | 06     |
| 2.  | VfL Osnabrück     | 2   | 1 | 0 | 1 | 004:400 | ±0    | 03     |
| 3.  | Eintracht Trier   | 2   | 0 | 0 | 2 | 002:500 | −3    | 0      |

| Datum |                   | Ergebnis |                   |
| ----- | ----------------- | -------- | ----------------- |
| 6.6.  | Kickers Offenbach | 2:0      | Eintracht Trier   |
| 13.6. | Eintracht Trier   | 2:3      | VfL Osnabrück     |
| 19.6. | VfL Osnabrück     | 1:2      | Kickers Offenbach |

### Aufstieg & Entscheidungsspiele zur 2. Bundesliga 2000/01
Direktaufsteiger
| Mannschaften      | Ligen                             |
| ----------------- | --------------------------------- |
| 1. FC Saarbrücken | Meister Regionalliga West/Südwest |
| SSV Reutlingen 05 | Meister Regionalliga Süd          |

Entscheidungsspiele zur 2. Bundesliga zwischen den Meistern der Regionalligen Nord & Nordost
In der ersten Phase der Entscheidungsspiele trafen die beiden Meister der Staffeln Nord und Nordost aufeinander, um den dritten Aufsteiger in die 2. Bundesliga zu ermitteln.
| Datum      |                    | Gesamt          |               | Hinspiel | Rückspiel |
| ---------- | ------------------ | --------------- | ------------- | -------- | --------- |
| 28.5./1.6. | 1. FC Union Berlin | 2:2 (7:8 i. E.) | VfL Osnabrück | 1:1      | 1:1 n. V. |

Aufstiegsrunde des Entscheidungsspielverlierers und der Vizemeister
In der zweiten Phase der Entscheidungsspiele spielten der unterlegene Staffelsieger der ersten Entscheidungsspiele sowie die beiden Vizemeister der West/Südwest- und Süd-Staffel in einer Einfachrunde den Sieger den vierten Aufsteiger in die 2. Bundesliga aus.
| Pl. | Verein             | Sp. | S | U | N | Tore    | Diff. | Punkte |
| --- | ------------------ | --- | - | - | - | ------- | ----- | ------ |
| 1.  | LR Ahlen           | 2   | 1 | 1 | 0 | 003:200 | +1    | 04     |
| 2.  | 1. FC Union Berlin | 2   | 1 | 0 | 1 | 004:300 | +1    | 03     |
| 3.  | SC Pfullendorf     | 2   | 0 | 1 | 1 | 002:400 | −2    | 01     |

| Datum |                    | Ergebnis |                    |
| ----- | ------------------ | -------- | ------------------ |
| 1.6.  | SC Pfullendorf     | 1:1      | LR Ahlen           |
| 6.6.  | 1. FC Union Berlin | 3:1      | SC Pfullendorf     |
| 9.6.  | LR Ahlen           | 2:1      | 1. FC Union Berlin |

## Aufstieg zur 2. Bundesliga (Regionalligen 2000/01–2007/08)

### Modus
Die Staffeln der Regionalligen wurde von vier (Nord, Nordost, West/Südwest, Süd) auf zwei Staffeln (Nord, Süd) reduziert. Der Meister und Vizemeister beider Staffeln stiegen auf. Sollte ein oder gar beide Teams beider Staffeln nicht aufstiegsberechtigt sein, rückten die Plätze 3 beziehungsweise 4 nach. Dies geschah 2001 (VfB Stuttgart Amateure auf Platz 2 in der Regionalliga Süd) und 2004 (FC Bayern München Amateure auf Platz 1 in der Regionalliga Süd).

### Aufstieg zur 2. Bundesliga 2001/02
Direktaufsteiger
| Mannschaften           | Ligen                         |
| ---------------------- | ----------------------------- |
| 1. FC Union Berlin     | Meister Regionalliga Nord     |
| SV Babelsberg 03       | Vizemeister Regionalliga Nord |
| Karlsruher SC          | Meister Regionalliga Süd      |
| 1. FC Schweinfurt 05 1 | Dritter Regionalliga Süd      |

### Aufstieg zur 2. Bundesliga 2002/03
Direktaufsteiger
| Mannschaften           | Ligen                         |
| ---------------------- | ----------------------------- |
| VfB Lübeck             | Meister Regionalliga Nord     |
| Eintracht Braunschweig | Vizemeister Regionalliga Nord |
| Wacker Burghausen      | Meister Regionalliga Süd      |
| Eintracht Trier        | Vizemeister Regionalliga Süd  |

### Aufstieg zur 2. Bundesliga 2003/04
Direktaufsteiger
| Mannschaften        | Ligen                         |
| ------------------- | ----------------------------- |
| FC Erzgebirge Aue   | Meister Regionalliga Nord     |
| VfL Osnabrück       | Vizemeister Regionalliga Nord |
| SpVgg Unterhaching  | Meister Regionalliga Süd      |
| SSV Jahn Regensburg | Vizemeister Regionalliga Süd  |

### Aufstieg zur 2. Bundesliga 2004/05
Direktaufsteiger
| Mannschaften        | Ligen                         |
| ------------------- | ----------------------------- |
| Rot-Weiss Essen     | Meister Regionalliga Nord     |
| Dynamo Dresden      | Vizemeister Regionalliga Nord |
| FC Rot-Weiß Erfurt  | Vizemeister Regionalliga Süd  |
| 1. FC Saarbrücken 1 | Dritter Regionalliga Süd      |

### Aufstieg zur 2. Bundesliga 2005/06
Direktaufsteiger
| Mannschaften           | Ligen                         |
| ---------------------- | ----------------------------- |
| Eintracht Braunschweig | Meister Regionalliga Nord     |
| SC Paderborn 07        | Vizemeister Regionalliga Nord |
| Kickers Offenbach      | Meister Regionalliga Süd      |
| Sportfreunde Siegen    | Vizemeister Regionalliga Süd  |

### Aufstieg zur 2. Bundesliga 2006/07
Direktaufsteiger
| Mannschaften       | Ligen                         |
| ------------------ | ----------------------------- |
| Rot-Weiss Essen    | Meister Regionalliga Nord     |
| FC Carl Zeiss Jena | Vizemeister Regionalliga Nord |
| FC Augsburg        | Meister Regionalliga Süd      |
| TuS Koblenz        | Vizemeister Regionalliga Süd  |

### Aufstieg zur 2. Bundesliga 2007/08
Direktaufsteiger
| Mannschaften        | Ligen                         |
| ------------------- | ----------------------------- |
| FC St. Pauli        | Meister Regionalliga Nord     |
| VfL Osnabrück       | Vizemeister Regionalliga Nord |
| SV Wehen            | Meister Regionalliga Süd      |
| TSG 1899 Hoffenheim | Vizemeister Regionalliga Süd  |

### Aufstieg zur 2. Bundesliga 2008/09
Direktaufsteiger
| Mannschaften        | Ligen                         |
| ------------------- | ----------------------------- |
| Rot Weiss Ahlen     | Meister Regionalliga Nord     |
| Rot-Weiß Oberhausen | Vizemeister Regionalliga Nord |
| FSV Frankfurt       | Meister Regionalliga Süd      |
| FC Ingolstadt 04    | Vizemeister Regionalliga Süd  |

## Aufstieg zur 2. Bundesliga (3. Liga seit 2008/09)

### Modus
Die zwei Staffeln der Regionalliga (Nord und Süd) wurden zu einer eingleisigen 3. Liga zusammengefasst. Die ersten beiden Mannschaften steigen direkt auf, der Tabellendritte spielt in der Relegation in zwei Entscheidungsspielen gegen den Drittletzten der 2. Bundesliga um den Aufstieg. In der Relegation kam bis zur Saison 2020/21 die Auswärtstorregel zur Anwendung.

### Aufstieg zur 2. Bundesliga 2009/10
Direktaufsteiger
| Mannschaften       | Ligen                       |
| ------------------ | --------------------------- |
| 1. FC Union Berlin | Meister 3. Liga 2008/09     |
| Fortuna Düsseldorf | Vizemeister 3. Liga 2008/09 |

Relegation
Der SC Paderborn 07 erreichte den dritten Platz in der Saison 2008/09 und trat deswegen gegen den 16. der 2. Bundesliga, den VfL Osnabrück, an.
| Datum        |                 | Ergebnis  | !Tore                                              |
| ------------ | --------------- | --------- | -------------------------------------------------- |
| 29. Mai 2009 | SC Paderborn 07 | 1:0 (0:0) | VfL Osnabrück \|1:0 Löning (78.)                   |
| 1. Juni 2009 | VfL Osnabrück   | 0:1 (0:0) | SC Paderborn 07 \|0:1 Löning (63.)                 |
| Gesamt:      | SC Paderborn 07 | 2:0       | VfL Osnabrück \|style="border-top:medium solid" \| |

### Aufstieg zur 2. Bundesliga 2010/11
Direktaufsteiger
| Mannschaften      | Ligen                       |
| ----------------- | --------------------------- |
| VfL Osnabrück     | Meister 3. Liga 2009/10     |
| FC Erzgebirge Aue | Vizemeister 3. Liga 2009/10 |

Relegation
Relegationsspiele zwischen dem Sechzehnten der 2. Bundesliga (Hansa Rostock) und dem Dritten der 3. Liga (FC Ingolstadt 04).
| Datum        |                  | Ergebnis  | !Tore                                              |
| ------------ | ---------------- | --------- | -------------------------------------------------- |
| 14. Mai 2010 | FC Ingolstadt 04 | 1:0 (0:0) | Hansa Rostock \|1:0 Wohlfarth (73.)                |
| 17. Mai 2010 | Hansa Rostock    | 0:2 (0:1) | FC Ingolstadt 04 \|0:1, 0:2 Gerber (8., 78.)       |
| Gesamt:      | FC Ingolstadt 04 | 3:0       | Hansa Rostock \|style="border-top:medium solid" \| |

### Aufstieg zur 2. Bundesliga 2011/12
Direktaufsteiger
| Mannschaften           | Ligen                       |
| ---------------------- | --------------------------- |
| Eintracht Braunschweig | Meister 3. Liga 2010/11     |
| Hansa Rostock          | Vizemeister 3. Liga 2010/11 |

Relegation
In den beiden Relegationsspielen trafen der Tabellensechzehnte der 2. Bundesliga (VfL Osnabrück) und der Tabellendritte der 3. Liga (Dynamo Dresden) aufeinander.
| Datum        |                | Ergebnis             | !Tore                                                                                       |
| ------------ | -------------- | -------------------- | ------------------------------------------------------------------------------------------- |
| 20. Mai 2011 | Dynamo Dresden | 1:1 (0:0)            | VfL Osnabrück \|0:1 Jungnickel (66., Eigentor), 1:1 Koch (76.)                              |
| 24. Mai 2011 | VfL Osnabrück  | 1:3 n. V. (1:1, 1:0) | Dynamo Dresden \|1:0 Mauersberger (45.), 1:1 Fiél (61.), 1:2 Schahin (94.), 1:3 Koch (119.) |
| Gesamt:      | Dynamo Dresden | 4:2                  | VfL Osnabrück \|style="border-top:medium solid" \|                                          |

### Aufstieg zur 2. Bundesliga 2012/13
Direktaufsteiger
| Mannschaften  | Ligen                       |
| ------------- | --------------------------- |
| SV Sandhausen | Meister 3. Liga 2011/12     |
| VfR Aalen     | Vizemeister 3. Liga 2011/12 |

Relegation
Die beiden Relegationsspiele zwischen dem Sechzehnten der 2. Bundesliga (Karlsruher SC) und dem Dritten der 3. Liga (SSV Jahn Regensburg).
| Datum        |                     | Ergebnis   | !Tore                                                                                             |
| ------------ | ------------------- | ---------- | ------------------------------------------------------------------------------------------------- |
| 11. Mai 2012 | SSV Jahn Regensburg | 1:1 (0:0 ) | Karlsruher SC \|1:0 Alibaz (58., Foulelfmeter), 1:1 Groß (76.)                                    |
| 14. Mai 2012 | Karlsruher SC       | 2:2 (1:1)  | SSV Jahn Regensburg \|0:1 Hein (28.), 1:1 Lavrič (32.), 2:1 Charalambous (56.), 2:2 Laurito (66.) |
| Gesamt:      | SSV Jahn Regensburg | (a)3:3(a)  | Karlsruher SC \|style="border-top:medium solid" \|                                                |

### Aufstieg zur 2. Bundesliga 2013/14
Direktaufsteiger
| Mannschaften      | Ligen                       |
| ----------------- | --------------------------- |
| Karlsruher SC     | Meister 3. Liga 2012/13     |
| Arminia Bielefeld | Vizemeister 3. Liga 2012/13 |

Relegation
Die beiden Relegationsspiele zwischen dem Sechzehnten der 2. Bundesliga (Dynamo Dresden) und dem Dritten der 3. Liga (VfL Osnabrück).
| Datum                                                                                         |                | Ergebnis  | !Tore                                               |
| --------------------------------------------------------------------------------------------- | -------------- | --------- | --------------------------------------------------- |
| 24. Mai 2013                                                                                  | VfL Osnabrück  | 1:0 (1:0) | Dynamo Dresden \|1:0 Manno (43.)                    |
| 28. Mai 2013                                                                                  | Dynamo Dresden | 2:0 (1:0) | VfL Osnabrück \|1:0 Fiél (30.), 2:0 Ouali (72.)     |
| Gesamt:                                                                                       | VfL Osnabrück  | 1:2       | Dynamo Dresden \|style="border-top:medium solid" \| |
| Dynamo Dresden verblieb damit in der 2. Fußball-Bundesliga, der VfL Osnabrück in der 3. Liga. |                |           |                                                     |

### Aufstieg zur 2. Bundesliga 2014/15
Direktaufsteiger
| Mannschaften     | Ligen                       |
| ---------------- | --------------------------- |
| 1. FC Heidenheim | Meister 3. Liga 2013/14     |
| RB Leipzig       | Vizemeister 3. Liga 2013/14 |

Relegation
Die beiden Relegationsspiele zwischen dem Sechzehnten der 2. Bundesliga (Arminia Bielefeld) und dem Dritten der 3. Liga (SV Darmstadt 98).
| Datum        |                   | Ergebnis             | !Tore |
| ------------ | ----------------- | -------------------- | --- |
| 16. Mai 2014 | SV Darmstadt 98   | 1:3 (0:2)            | Arminia Bielefeld \|0:1 Müller (22.), 0:2 Sahar (33.), 1:2 Ivana (65.), 1:3 Hille                                                                |
| 19. Mai 2014 | Arminia Bielefeld | 2:4 n. V. (1:3, 0:1) | SV Darmstadt 98 \|0:1 Stroh-Engel (23.), 0:2 Behrens (51.), 1:2 Burmeister (53.), 1:3 Gondorf (79.), 2:3 Przybyłko (110.), 2:4 da Costa (120.+2) |
| Gesamt:      | SV Darmstadt 98   | (a)5:5(a)            | Arminia Bielefeld \|style="border-top:medium solid" \|                                                                                           |

### Aufstieg zur 2. Bundesliga 2015/16
Direktaufsteiger
| Mannschaften      | Ligen                       |
| ----------------- | --------------------------- |
| Arminia Bielefeld | Meister 3. Liga 2014/15     |
| MSV Duisburg      | Vizemeister 3. Liga 2014/15 |

Relegation
Die beiden Relegationsspiele zwischen dem Sechzehnten der 2. Bundesliga 2014/15 (TSV 1860 München) und dem Dritten der 3. Liga (Holstein Kiel).
| Datum                                                                                       |                  | Ergebnis  | !Tore                                                                  |
| ------------------------------------------------------------------------------------------- | ---------------- | --------- | ---------------------------------------------------------------------- |
| 29. Mai 2015                                                                                | Holstein Kiel    | 0:0       | TSV 1860 München \|                                                    |
| 2. Juni 2015                                                                                | TSV 1860 München | 2:1 (0:1) | Holstein Kiel \|0:1 Kazior (17.), 1:1 Adlung (78.), 2:1 Bülow (90.+1') |
| Gesamt:                                                                                     | Holstein Kiel    | 1:2       | TSV 1860 München \|style="border-top:medium solid" \|                  |
| TSV 1860 München verblieb damit in der 2. Fußball-Bundesliga, Holstein Kiel in der 3. Liga. |                  |           |                                                                        |

### Aufstieg zur 2. Bundesliga 2016/17
Direktaufsteiger
| Mannschaften      | Ligen                       |
| ----------------- | --------------------------- |
| Dynamo Dresden    | Meister 3. Liga 2015/16     |
| FC Erzgebirge Aue | Vizemeister 3. Liga 2015/16 |

Relegation
Die beiden Relegationsspiele zwischen dem Sechzehnten der 2. Bundesliga 2015/16 (MSV Duisburg) und dem Dritten der 3. Liga (Würzburger Kickers).
| Datum        |                    | Ergebnis  | !Tore                                                                                              |
| ------------ | ------------------ | --------- | -------------------------------------------------------------------------------------------------- |
| 20. Mai 2016 | Würzburger Kickers | 2:0 (1:0) | MSV Duisburg \| 1:0 Weil (FE) (10.), 2:0 Nagy (79.)                                                |
| 24. Mai 2016 | MSV Duisburg       | 1:2 (1:1) | Würzburger Kickers \| 1:0 Schoppenhauer (33., Eigentor), 1:1 Soriano (37.), 1:2 Benatelli (90.+2') |
| Gesamt:      | Würzburger Kickers | 4:1       | MSV Duisburg \|style="border-top:medium solid" \|                                                  |

### Aufstieg zur 2. Bundesliga 2017/18
Direktaufsteiger
| Mannschaften  | Ligen                       |
| ------------- | --------------------------- |
| MSV Duisburg  | Meister 3. Liga 2016/17     |
| Holstein Kiel | Vizemeister 3. Liga 2016/17 |

Relegation
Die beiden Relegationsspiele zwischen dem Sechzehnten der 2. Bundesliga 2016/17 (TSV 1860 München) und dem Dritten der 3. Liga (Jahn Regensburg).
| Datum        |                  | Ergebnis  | !Tore                                                 |
| ------------ | ---------------- | --------- | ----------------------------------------------------- |
| 26. Mai 2017 | Jahn Regensburg  | 1:1 (1:0) | TSV 1860 München \| 1:0 Lais (2.), 1:1 Neuhaus (78.)  |
| 30. Mai 2017 | TSV 1860 München | 0:2 (0:2) | Jahn Regensburg \| 0:1 Pusch (30.), 0:2 Lais (41.)    |
| Gesamt:      | Jahn Regensburg  | 3:1       | TSV 1860 München \|style="border-top:medium solid" \| |

### Aufstieg zur 2. Bundesliga 2018/19
Direktaufsteiger
| Mannschaften    | Ligen                       |
| --------------- | --------------------------- |
| 1. FC Magdeburg | Meister 3. Liga 2017/18     |
| SC Paderborn 07 | Vizemeister 3. Liga 2017/18 |

Relegation
Die beiden Relegationsspiele zwischen dem Sechzehnten der 2. Bundesliga 2017/18 (FC Erzgebirge Aue) und dem Dritten der 3. Liga (Karlsruher SC).
| Datum                                                                                                |                   | Ergebnis  | !Tore                                                                                          |
| --- | ----------------- | --------- | ---------------------------------------------------------------------------------------------- |
| 18. Mai 2018                                                                                         | Karlsruher SC     | 0:0       | FC Erzgebirge Aue \|                                                                           |
| 22. Mai 2018                                                                                         | FC Erzgebirge Aue | 3:1 (1:1) | Karlsruher SC \|1:0 Bertram (25.), 1:1 Schleusener (44.), 2:1 Bertram (53.), 3:1 Bertram (75.) |
| Gesamt:                                                                                              | Karlsruher SC     | 1:3       | FC Erzgebirge Aue \|style="border-top:medium solid" \|                                         |
| Der FC Erzgebirge Aue verblieb damit in der 2. Fußball-Bundesliga, der Karlsruher SC in der 3. Liga. |                   |           |                                                                                                |

### Aufstieg zur 2. Bundesliga 2019/20
Direktaufsteiger
| Mannschaften  | Ligen                       |
| ------------- | --------------------------- |
| VfL Osnabrück | Meister 3. Liga 2018/19     |
| Karlsruher SC | Vizemeister 3. Liga 2018/19 |

Relegation
Die beiden Relegationsspiele zwischen dem Sechzehnten der 2. Bundesliga 2018/19 (FC Ingolstadt 04) und dem Dritten der 3. Liga (SV Wehen Wiesbaden).
| Datum        |                    | Ergebnis  | !Tore |
| ------------ | ------------------ | --------- | --- |
| 24. Mai 2019 | SV Wehen Wiesbaden | 1:2 (0:1) | FC Ingolstadt 04 \|0:1 Lezcano (1.), 0:2 Lezcano (47., Foulelfmeter), 1:2 Kyereh (90.+6')                                         |
| 28. Mai 2019 | FC Ingolstadt 04   | 2:3 (1:3) | SV Wehen Wiesbaden \| 0:1 Kyereh (11.), 1:1 Kerschbaumer (13.), 1:2 Dittgen (30.), 1:3 Paulsen (43., Eigentor), 2:3 Paulsen (68.) |
| Gesamt:      | SV Wehen Wiesbaden | (a)4:4(a) | FC Ingolstadt 04 \|style="border-top:medium solid" \|                                                                             |

### Aufstieg zur 2. Bundesliga 2020/21
Direktaufsteiger
| Mannschaften           | Ligen                       |
| ---------------------- | --------------------------- |
| Würzburger Kickers     | Vizemeister 3. Liga 2019/20 |
| Eintracht Braunschweig | Dritter 3. Liga 2019/20 1   |

Relegation
Die beiden Relegationsspiele zwischen dem Sechzehnten der 2. Bundesliga 2019/20 (1. FC Nürnberg) und der drittbesten aufstiegsberechtigten Mannschaft der 3. Liga (FC Ingolstadt 04).
| Datum                                                                                                |                  | Ergebnis  |                                                       | Tore                                                                              |
| --- | ---------------- | --------- | ----------------------------------------------------- | --------------------------------------------------------------------------------- |
| 7. Juli 2020                                                                                         | 1. FC Nürnberg   | 2:0 (2:0) | FC Ingolstadt 04                                      | 1:0, 2:0 Nürnberger (22., 45.)                                                    |
| 11. Juli 2020                                                                                        | FC Ingolstadt 04 | 3:1 (0:0) | 1. FC Nürnberg                                        | 1:0 Kutschke (53.), 2:0 Schröck (62.), 3:0 Krauße (66.), 3:1 Schleusener (90.+6') |
| Gesamt:                                                                                              | 1. FC Nürnberg   | (a)3:3(a) | FC Ingolstadt 04 \|style="border-top:medium solid" \| |                                                                                   |
| Der 1. FC Nürnberg verblieb damit in der 2. Fußball-Bundesliga, der FC Ingolstadt 04 in der 3. Liga. |                  |           |                                                       |                                                                                   |

### Aufstieg zur 2. Bundesliga 2021/22
Direktaufsteiger
| Mannschaften   | Ligen                       |
| -------------- | --------------------------- |
| Dynamo Dresden | Meister 3. Liga 2020/21     |
| Hansa Rostock  | Vizemeister 3. Liga 2020/21 |

Relegation
Die beiden Relegationsspiele zwischen dem Sechzehnten der 2. Bundesliga 2020/21 (VfL Osnabrück) und der drittbesten Mannschaft der 3. Liga (FC Ingolstadt 04).
| Datum        |                  | Ergebnis  |                                                    | Tore                                                             |
| ------------ | ---------------- | --------- | -------------------------------------------------- | ---------------------------------------------------------------- |
| 27. Mai 2021 | FC Ingolstadt 04 | 3:0 (2:0) | VfL Osnabrück                                      | 1:0 Schröck (2.), 2:0 Kaya (35.), 3:0 Eckert Ayensa (81.)        |
| 30. Mai 2021 | VfL Osnabrück    | 3:1 (2:1) | FC Ingolstadt 04                                   | 1:0, 2:0 Heider (6., 20.), 2:1 Bilbija (31.), 3:1 Amenyido (81.) |
| Gesamt:      | FC Ingolstadt 04 | 4:3       | VfL Osnabrück \|style="border-top:medium solid" \| |                                                                  |

### Aufstieg zur 2. Bundesliga 2022/23
Direktaufsteiger
| Mannschaften           | Ligen                       |
| ---------------------- | --------------------------- |
| 1. FC Magdeburg        | Meister 3. Liga 2021/22     |
| Eintracht Braunschweig | Vizemeister 3. Liga 2021/22 |

Relegation
Die beiden Relegationsspiele bestreiten der Sechzehnte der 2. Bundesliga 2021/22 (Dynamo Dresden) und die drittbeste Mannschaft der 3. Liga (1. FC Kaiserslautern). Die Auswärtstorregel kam nicht mehr zur Anwendung.
| Datum        |                      | Ergebnis  |                                                     | Tore                                    |
| ------------ | -------------------- | --------- | --------------------------------------------------- | --------------------------------------- |
| 20. Mai 2022 | 1. FC Kaiserslautern | 0:0       | Dynamo Dresden \|                                   |                                         |
| 24. Mai 2022 | Dynamo Dresden       | 0:2 (0:0) | 1. FC Kaiserslautern                                | 0:1 Hanslik (59.), 0:2 Hercher (90.+2') |
| Gesamt:      | 1. FC Kaiserslautern | 2:0       | Dynamo Dresden \|style="border-top:medium solid" \| |                                         |

### Aufstieg zur 2. Bundesliga 2023/24
Direktaufsteiger
| Mannschaften  | Ligen                     |
| ------------- | ------------------------- |
| SV Elversberg | Meister 3. Liga 2022/23   |
| VfL Osnabrück | Dritter 3. Liga 2022/23 1 |

Relegation
Die beiden Relegationsspiele zwischen der drittbesten aufstiegsberechtigten Mannschaft der 3. Liga (SV Wehen Wiesbaden) und dem 16. der 2. Bundesliga (Arminia Bielefeld) fanden am 2. und 6. Juni 2023 statt.
| Datum        |                    | Ergebnis  |                                                        | Tore                                                                       |
| ------------ | ------------------ | --------- | ------------------------------------------------------ | -------------------------------------------------------------------------- |
| 2. Juni 2023 | SV Wehen Wiesbaden | 4:0 (1:0) | Arminia Bielefeld                                      | 1:0 Prtajin (6.), 2:0 Wurtz (50.), 3:0 Hollerbach (60.), 4:0 Iredale (82.) |
| 6. Juni 2023 | Arminia Bielefeld  | 1:2 (1:2) | SV Wehen Wiesbaden                                     | 1:0 Klos (4.), 1:1 Hollerbach (35.), 1:2 Hollerbach (45+2.)                |
| Gesamt:      | SV Wehen Wiesbaden | 6:1       | Arminia Bielefeld \|style="border-top:medium solid" \| |                                                                            |

### Aufstieg zur 2. Bundesliga 2024/25
Direktaufsteiger
| Mannschaften    | Ligen                   |
| --------------- | ----------------------- |
| SSV Ulm 1846    | Meister 3. Liga 2023/24 |
| Preußen Münster | Zweiter 3. Liga 2023/24 |

Relegation
Die beiden Relegationsspiele zwischen der drittbesten aufstiegsberechtigten Mannschaft der 3. Liga (SSV Jahn Regensburg) und dem 16. der 2. Bundesliga (SV Wehen Wiesbaden) fanden am 24. und 28. Mai 2024 statt.
| Datum        |                     | Ergebnis  |                                                         | Tore                                                                    |
| ------------ | ------------------- | --------- | ------------------------------------------------------- | ----------------------------------------------------------------------- |
| 24. Mai 2024 | SSV Jahn Regensburg | 2:2 (0:1) | SV Wehen Wiesbaden                                      | 1:0 Ganaus (27.), 1:1 Heußer (66.), 1:2 Iredale (71.), 2:2 Kother (80.) |
| 28. Mai 2024 | SV Wehen Wiesbaden  | 1:2 (0:1) | SSV Jahn Regensburg                                     | 0:1 Kother (45.+2'), 0:2 Faber (47.), 1:2 Prtajin (81.)                 |
| Gesamt:      | SSV Jahn Regensburg | 4:3       | SV Wehen Wiesbaden \|style="border-top:medium solid" \| |                                                                         |

### Aufstieg zur 2. Bundesliga 2025/26
Direktaufsteiger
| Mannschaften      | Ligen                   |
| ----------------- | ----------------------- |
| Arminia Bielefeld | Meister 3. Liga 2024/25 |
| Dynamo Dresden    | Zweiter 3. Liga 2024/25 |

Relegation
Die beiden Relegationsspiele bestritten der Sechzehnte der 2. Bundesliga 2024/25 (Eintracht Braunschweig) und der Dritte der 3. Liga (1. FC Saarbrücken).
| Datum |                        | Ergebnis             |                        | Tore |
| --- | ---------------------- | -------------------- | ---------------------- | --- |
| 23. Mai 2025                                                                                              | 1. FC Saarbrücken      | 0:2 (0:0)            | Eintracht Braunschweig | 0:1 Tempelmann (49.), 0:2 Rittmüller (61.)                                                               |
| 27. Mai 2025                                                                                              | Eintracht Braunschweig | 2:2 n. V. (0:2, 0:0) | 1. FC Saarbrücken      | 0:1 Krüger (66., Handelfmeter), 0:2 Brünker (83.), 1:2 Di Michele Sanchez (105.+2'), 2:2 Philippe (120.) |
| Gesamt:                                                                                                   | 1. FC Saarbrücken      | 2:4                  | Eintracht Braunschweig | |
| Eintracht Braunschweig verblieb damit in der 2. Fußball-Bundesliga, der 1. FC Saarbrücken in der 3. Liga. |                        |                      |                        | |